# ダラーラ
ダラーラ・アウトモビリ S.p.A.（Dallara Automobili S.p.A.）は、イタリア・パルマ県を本拠とする自動車メーカーおよび、レーシングカーコンストラクター。1972年に設立。創業者はジャンパオロ・ダラーラ。

## 概要

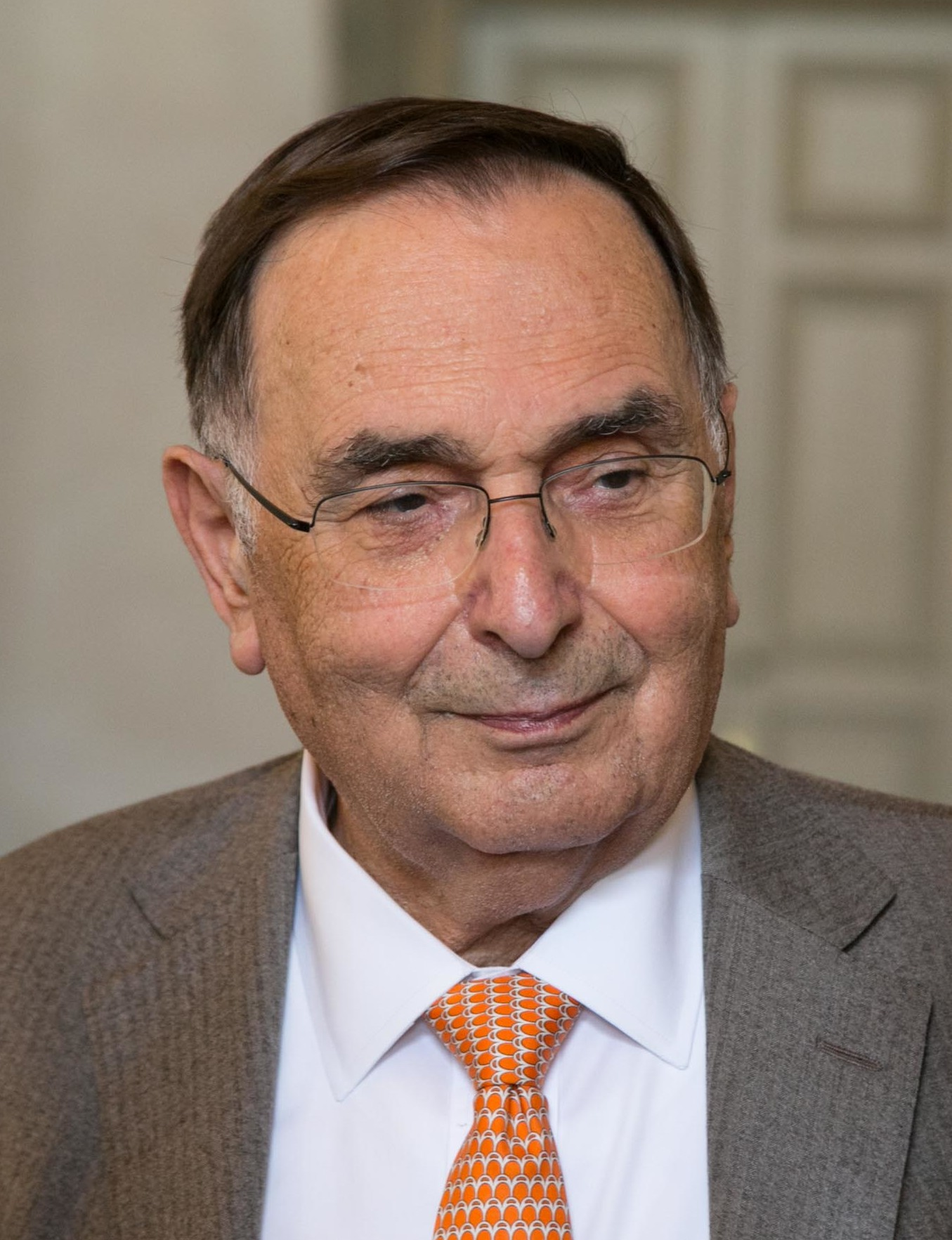
創業者ジャンパオロ・ダラーラ

イタリア出身の自動車技術者 ジャンパオロ・ダラーラ（Giampaolo Dallara）が、フェラーリ、マセラティ、ランボルギーニ、デ・トマソにて自動車設計を歴任した後、1972年に自ら起業して生まれ故郷に「ダラーラ・アウトモビリ」を設立。
1978年よりF3シャーシの量販コンストラクターとして参入。早くから風洞実験施設やカーボン成型設備などへの投資を行い、イタリア国内からヨーロッパ各国、世界各地のF3シリーズへと進出。マーチ、ラルト、ローラ、レイナードなどの競合メーカーが消滅していく中でシェアを拡大し、2000年代以降は世界のF3の大半が同社のワンメイクと言っても過言ではない状態が続いており、F2以上のカテゴリもF1を除きダラーラの独占状態となっている。

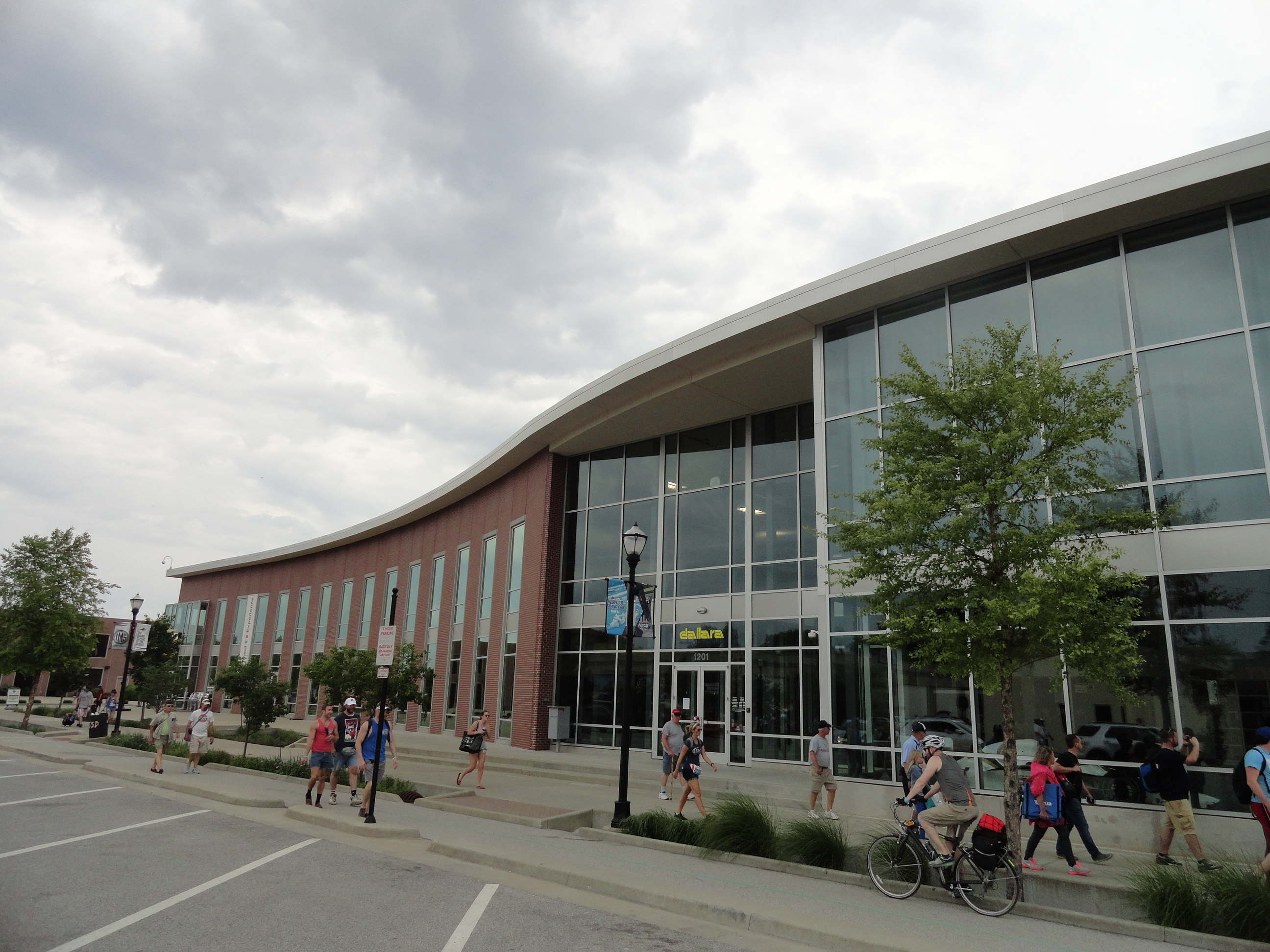
米国インディアナ州にあるダラーラ社インディカー・ファクトリー

F1においては単独でのワークス参戦を行わず、F1チームとの提携という形でマシンを開発・提供している。
シャシーの命名方法においては、多くのコンストラクターが自社の中で法則を持たせているのに対し、ダラーラはそれぞれのカテゴリに合わせて専用の名前を設定するのが特徴である。
2017年より、初の自社製市販車「ダラーラ・ストラダーレ」の販売を開始した。

## 車体供給先のシリーズ
- F1
- GP2 → FIA F2
- GP3 → FIA F3
- インディカー・シリーズ
- インディNXT（2002年 - 2005年までインフィニティ・プロ、2007年までインディ・プロシリーズ、2008年から2022年までインディ・ライツ）
- スーパーフォーミュラ
- スーパーフォーミュラ・ライツ
- フォーミュラE
- フォーミュラ・ルノー3.5 → フォーミュラ V8 3.5
- FIA 世界耐久選手権（LMP2）
- IMSA スポーツカー選手権（DPi → LMDh）

など
このうちGP2→FIA F2、ワールドシリーズ・バイ・ルノー、インディカー・シリーズ、インディ・プロシリーズ、スーパーフォーミュラ、スーパーフォーミュラ・ライツは、運営によってダラーラのワンメイクシャシーが指定されている。
2010年代以降の旧F3ではダラーラが圧倒的なシェアを占めており、全日本F3やユーロF3では事実上のワンメイクとなっている。過去には童夢（全日本）、ローラ（ユーロ）、ラルト（イギリス）、トムス（イギリス・全日本）、ライトスピード（en:Litespeed F3、イギリスF3）などもライバルとして対峙したが、ことごとく打ち破っている。
インディカー・シリーズではライバルメーカーとしてパノスがあったが、2006年シーズン中盤以降ほぼダラーラのワンメイク状態になり、2012年シーズンからはシャシーの変更に伴い完全なダラーラのワンメイクである。
2010年からスタートしたGP3にもシャーシを供給。2019年、旧F3とGP3は統合となったが、引き続きダラーラ製シャシーのワンメイクシリーズとなっている。
2014年、日本のスーパーフォーミュラにも専用シャシーとしてSF14、2019年にSF19、2023年にはSF23の供給を開始。
2014/15シーズンよりスタートしたフォーミュラEにおいても、専用のシャシー供給を担当する。
その手広さにおいて、現代フォーミュラでダラーラの関わっていないカテゴリを探すのは困難なほどである。

### ダラーラ製フォーミュラカー・ギャラリー

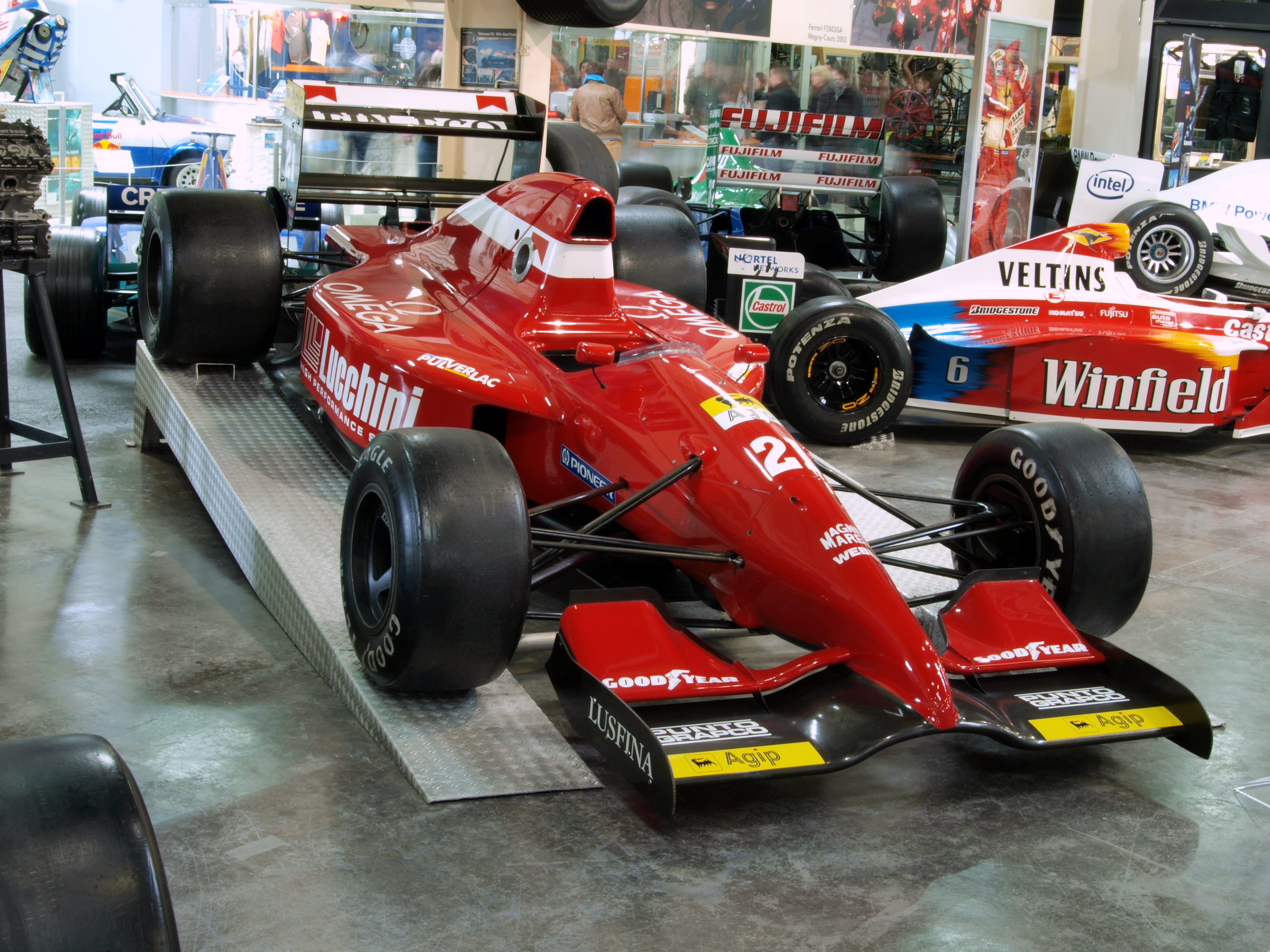
F1「Dallara BMS192」
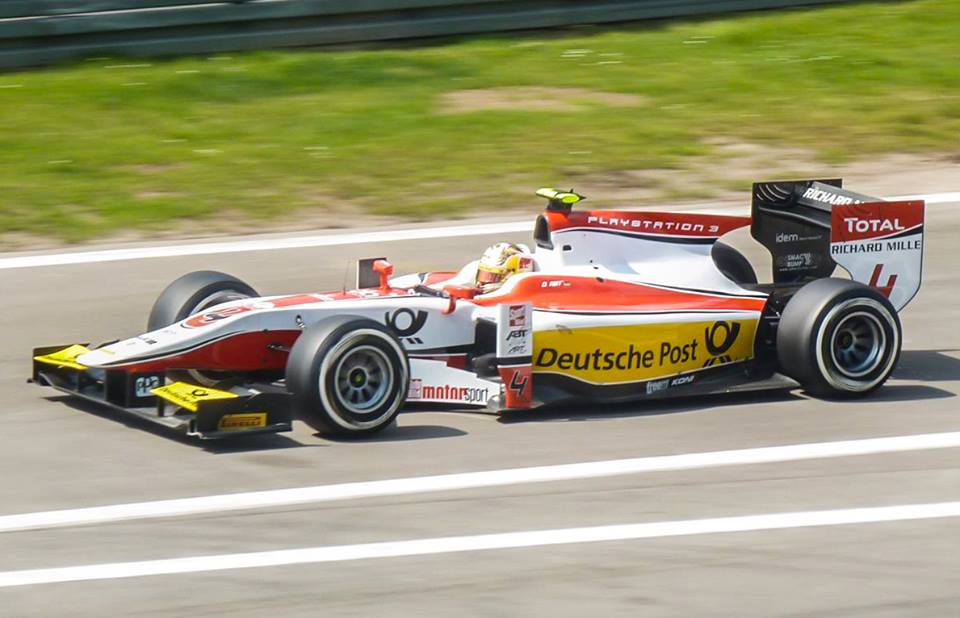
GP2「Dallara GP2/11」
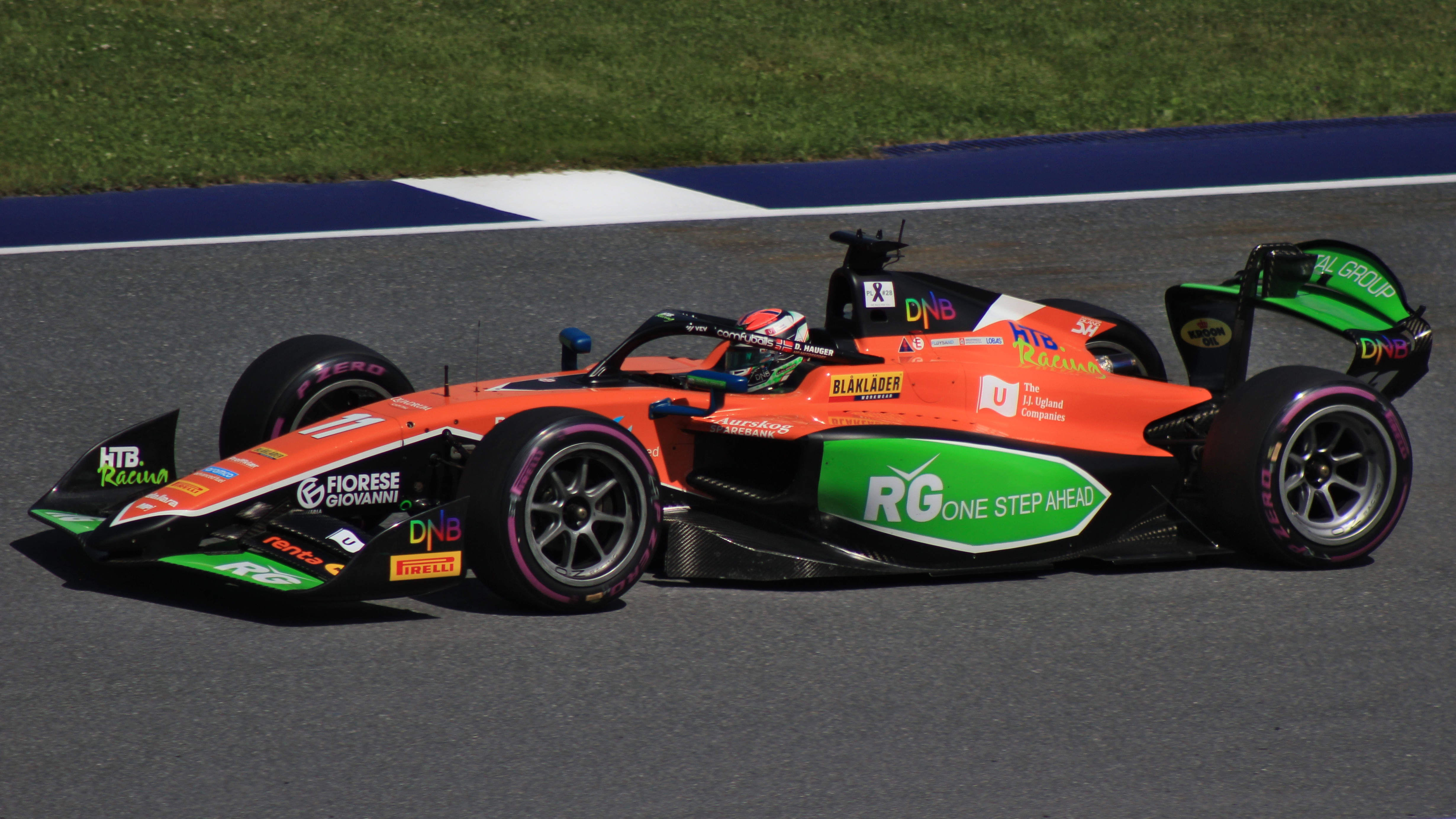
FIA F2「Dallara F2 2024」
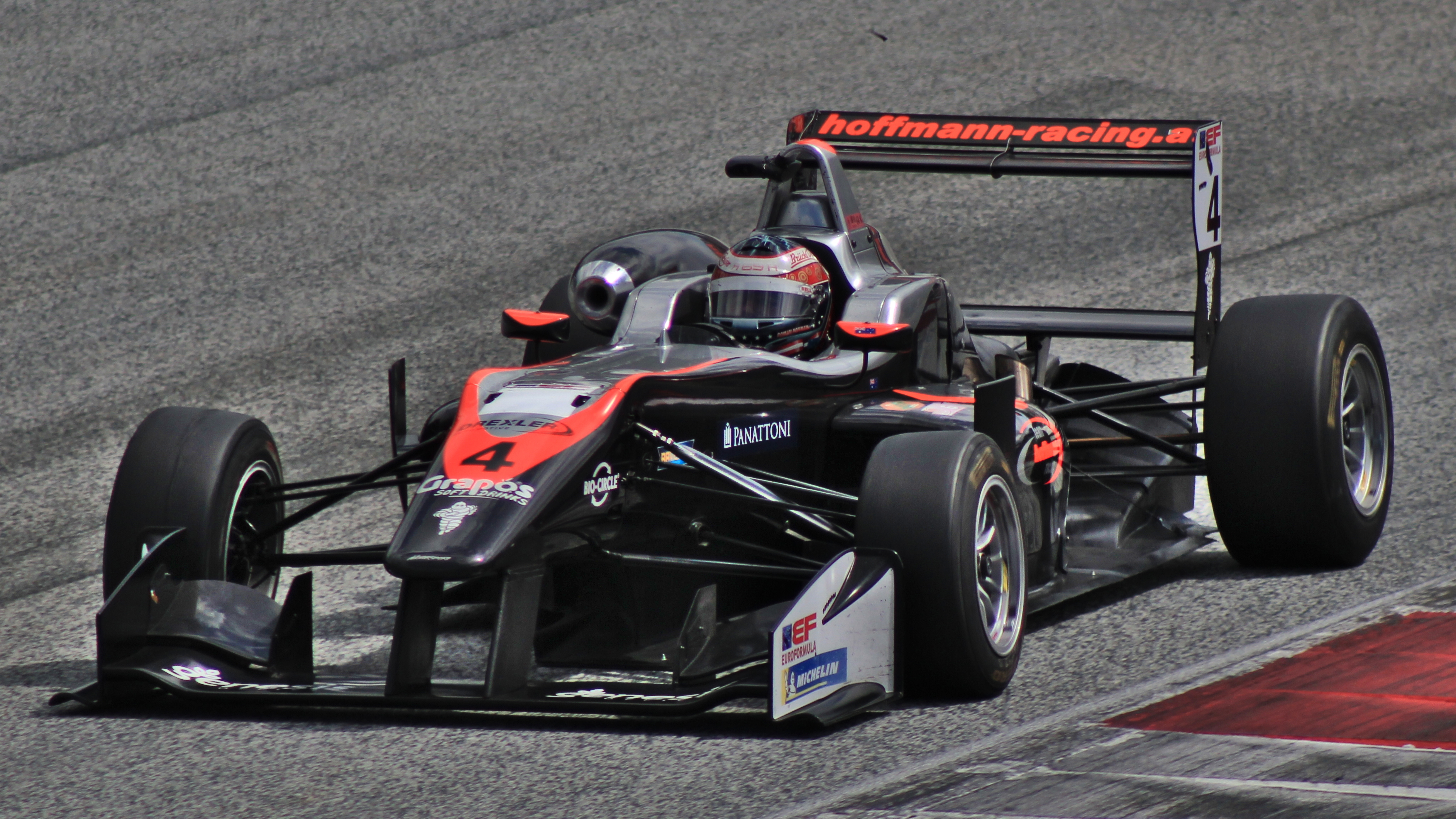
F3シリーズ「Dallara F317」
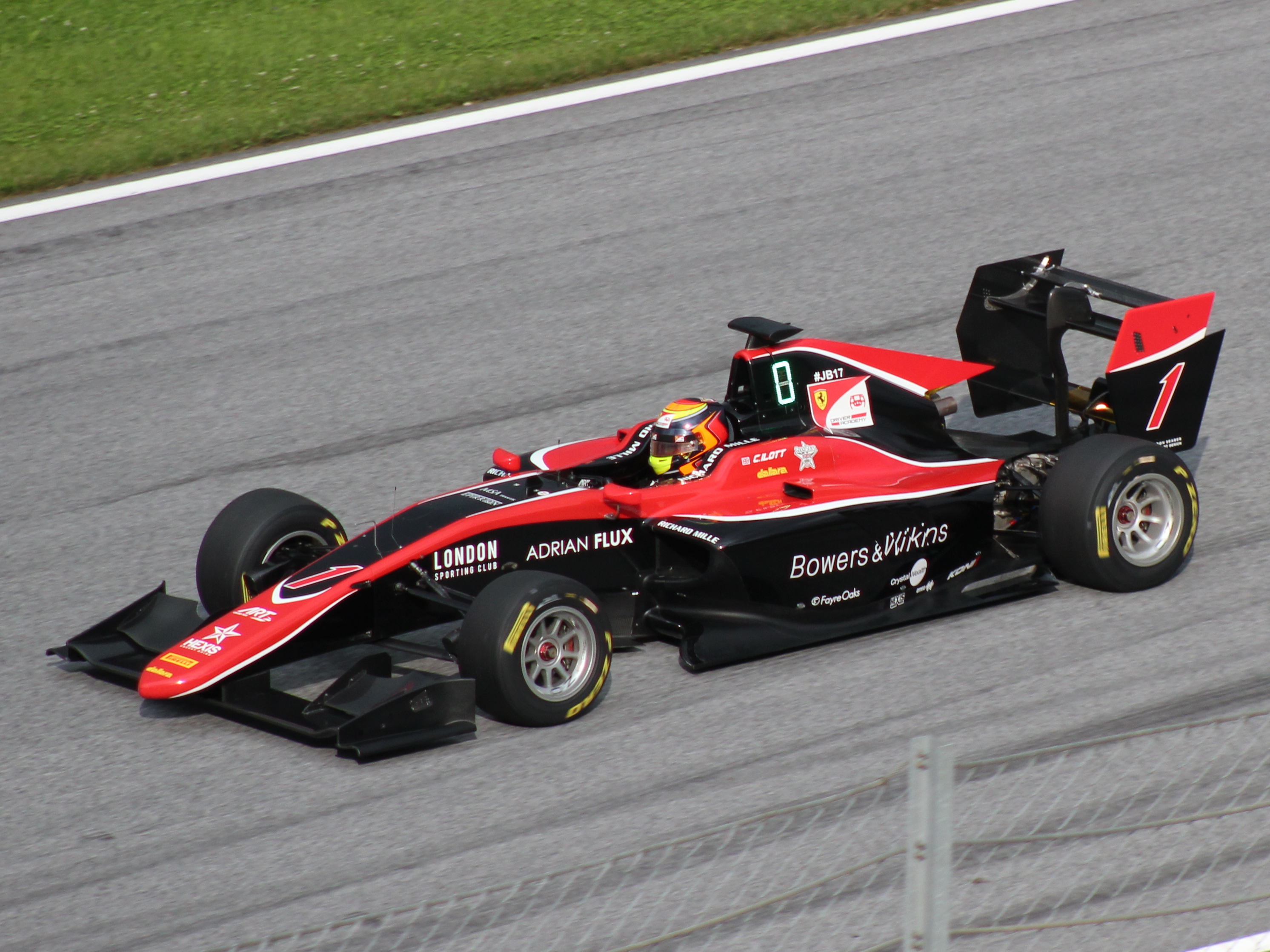
GP3「Dallara GP3/16」
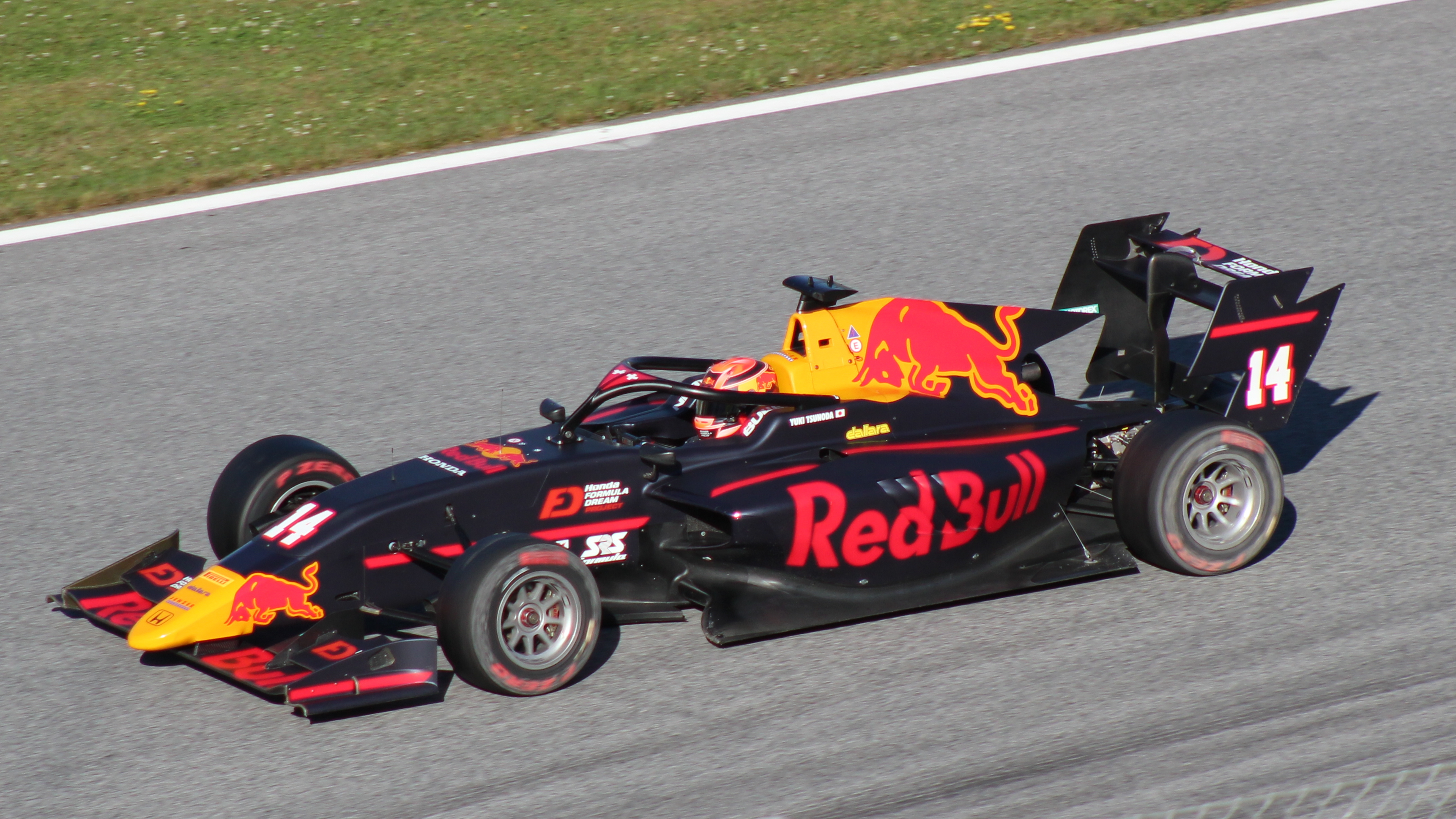
FIA F3「Dallara F3 2019」
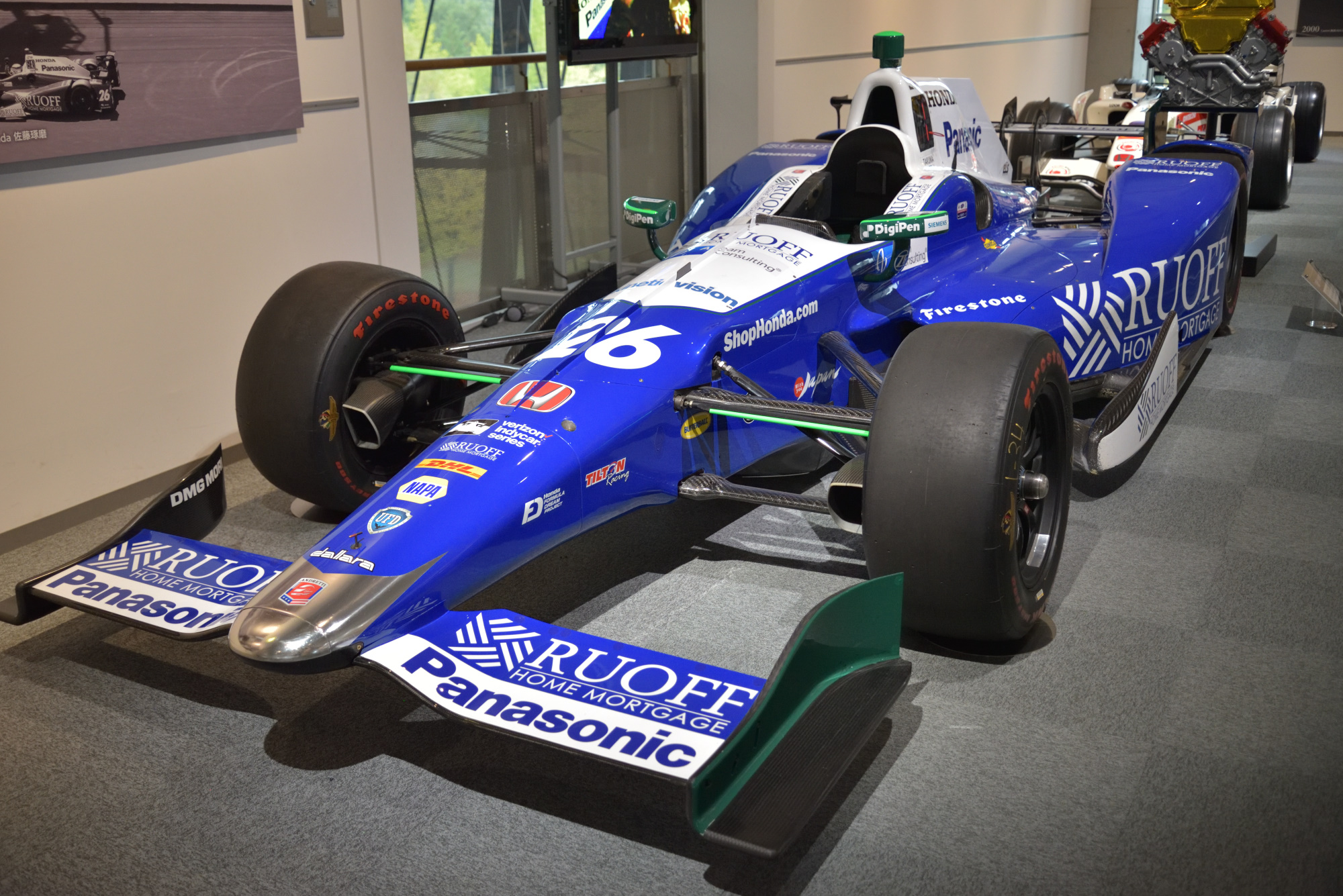
インディカー・シリーズ「Dallara DW12」
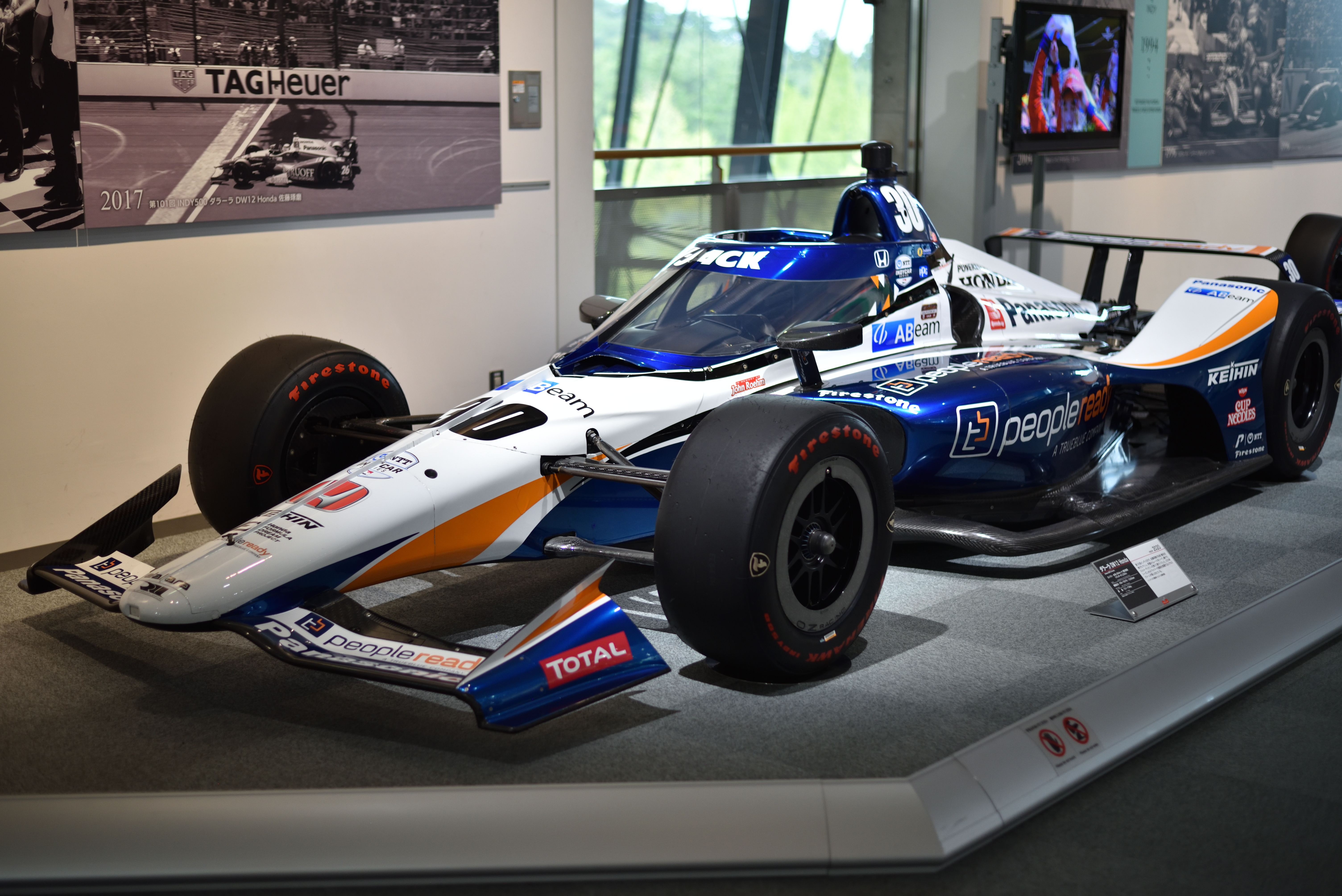
インディカー・シリーズ「Dallara DW12」エアロスクリーン仕様
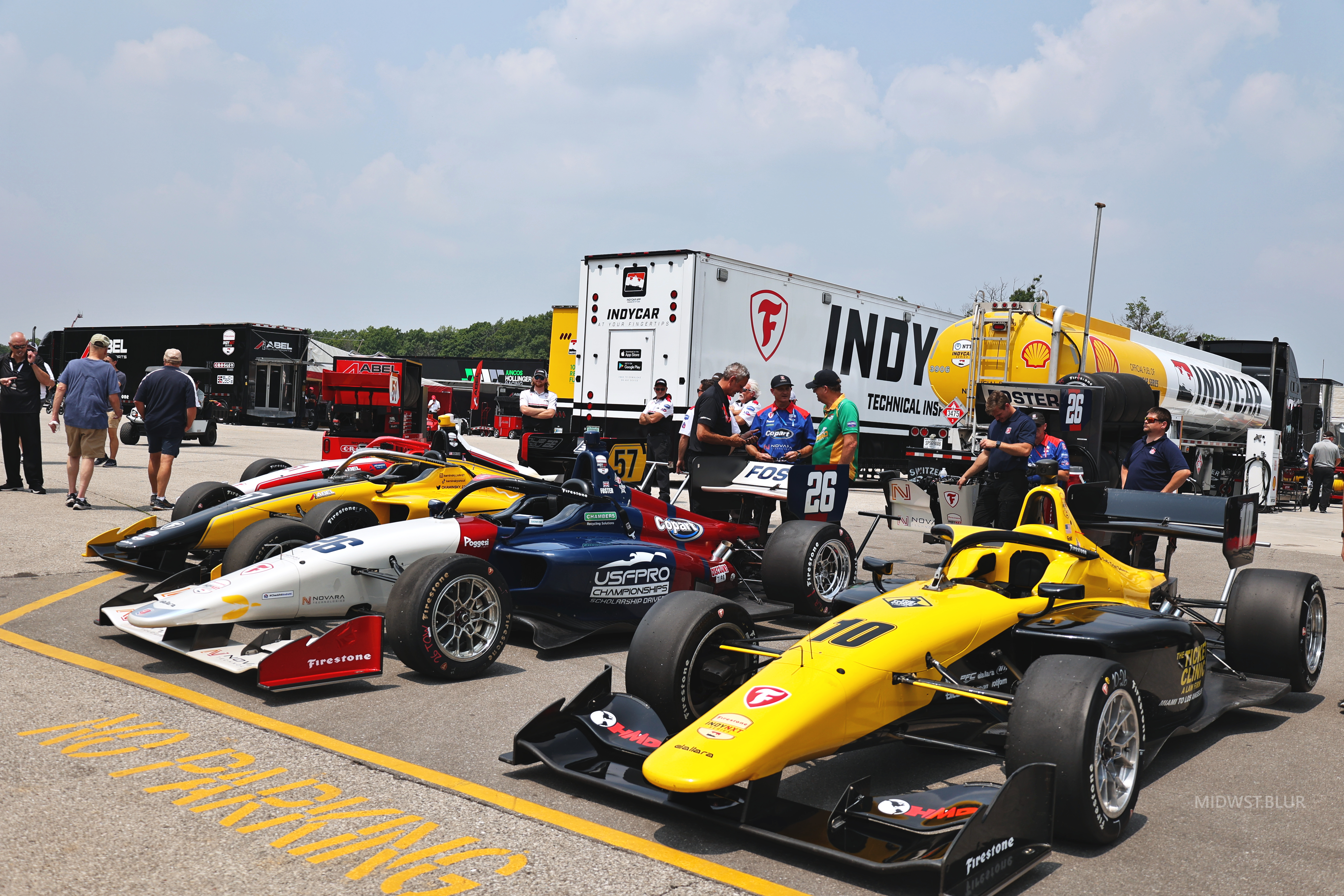
インディNXT 「Dallara IL-15」ハロ仕様
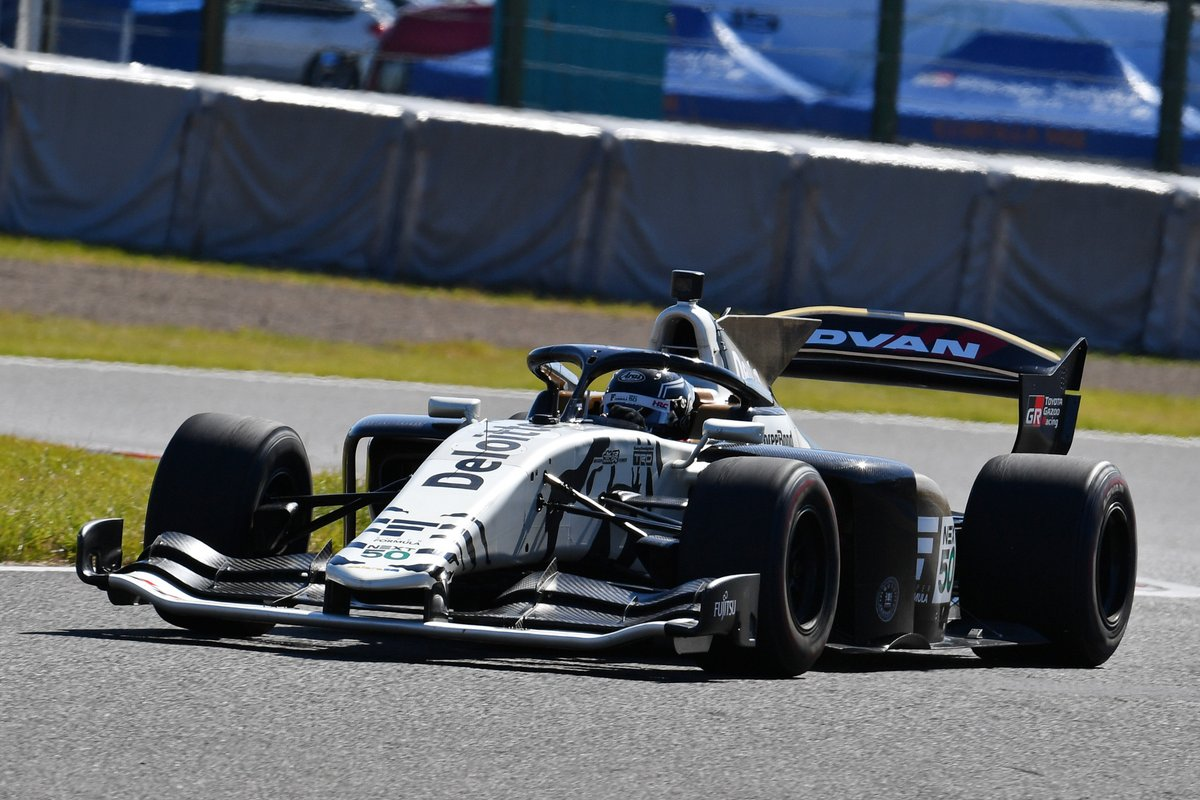
スーパーフォーミュラ「Dallara SF23」
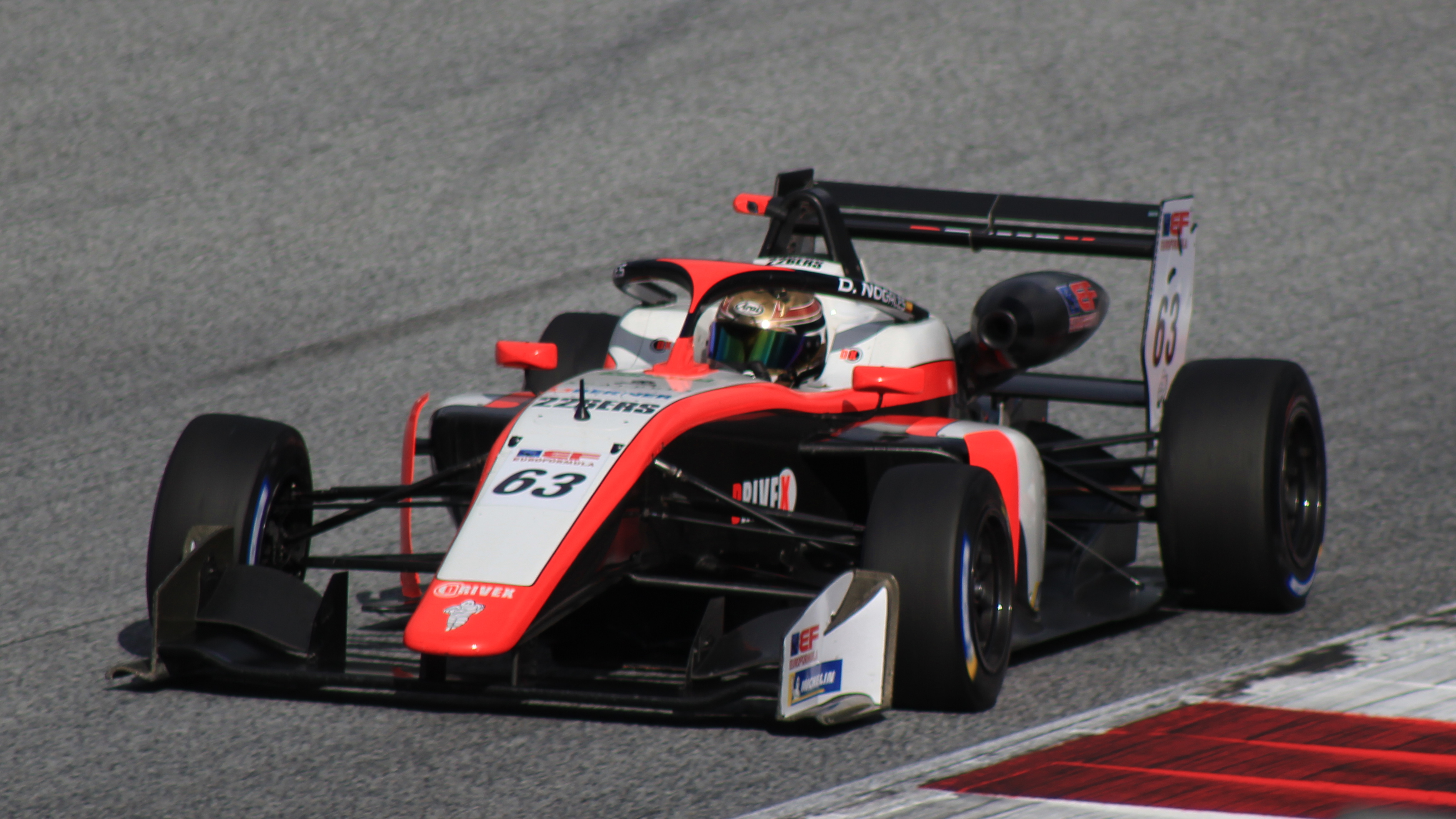
Sフォーミュラ・ライツ ユーロフォーミュラOP 「Dallara 320」
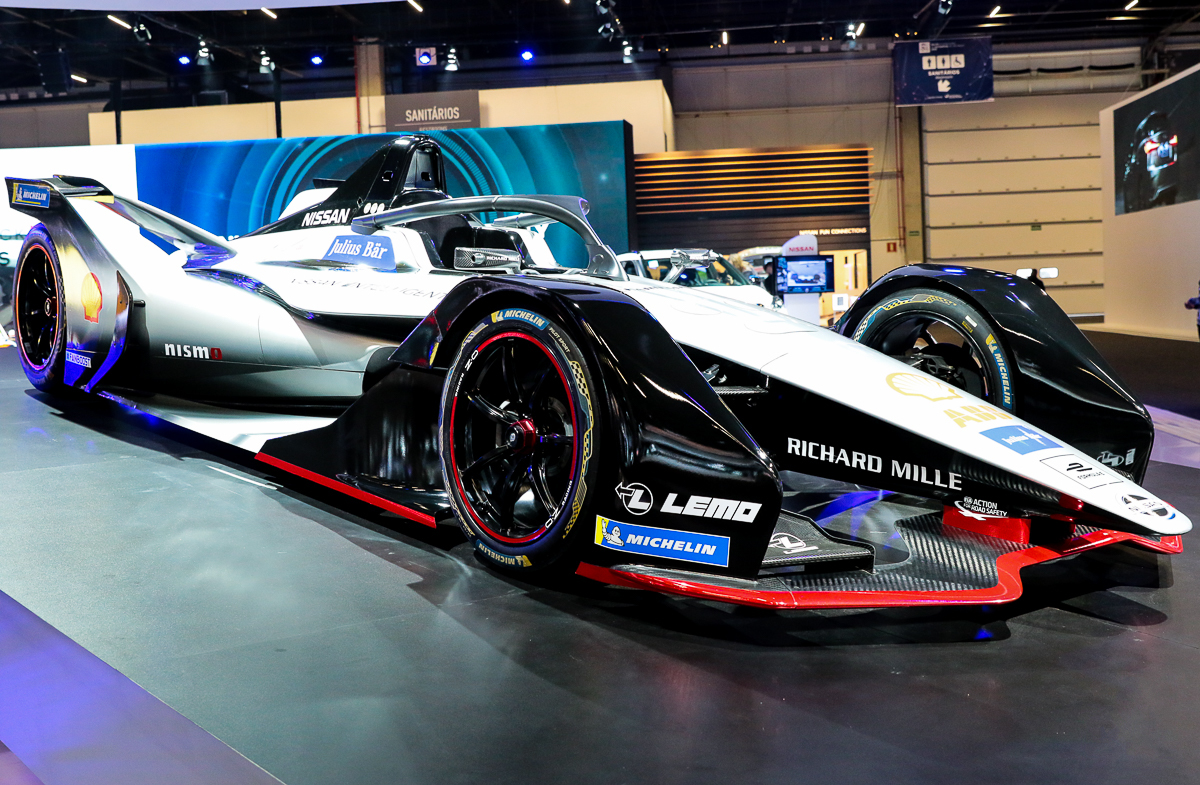
フォーミュラE 「Spark SRT 05e」
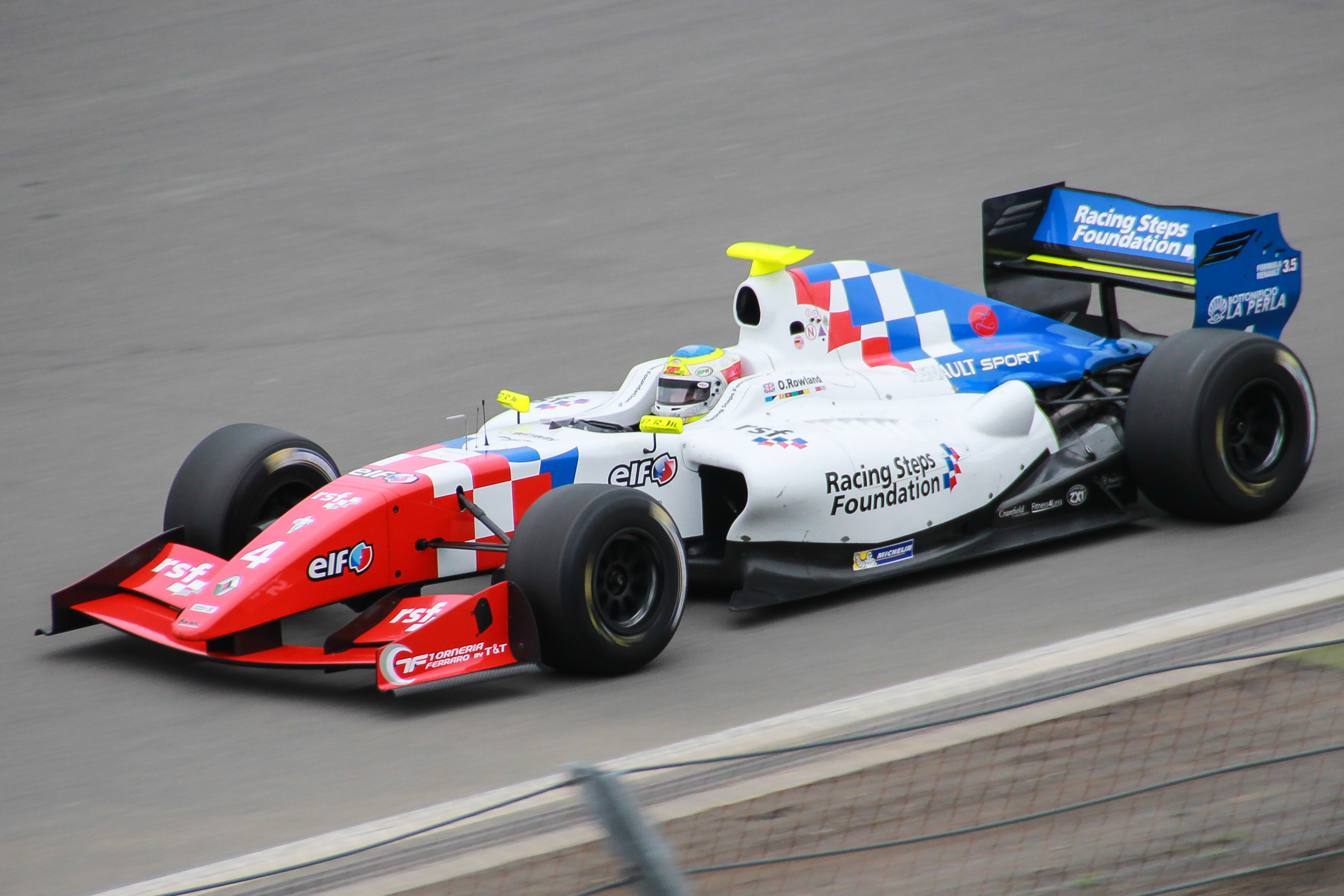
フォーミュラ・ルノー 3.5「Dallara T12」
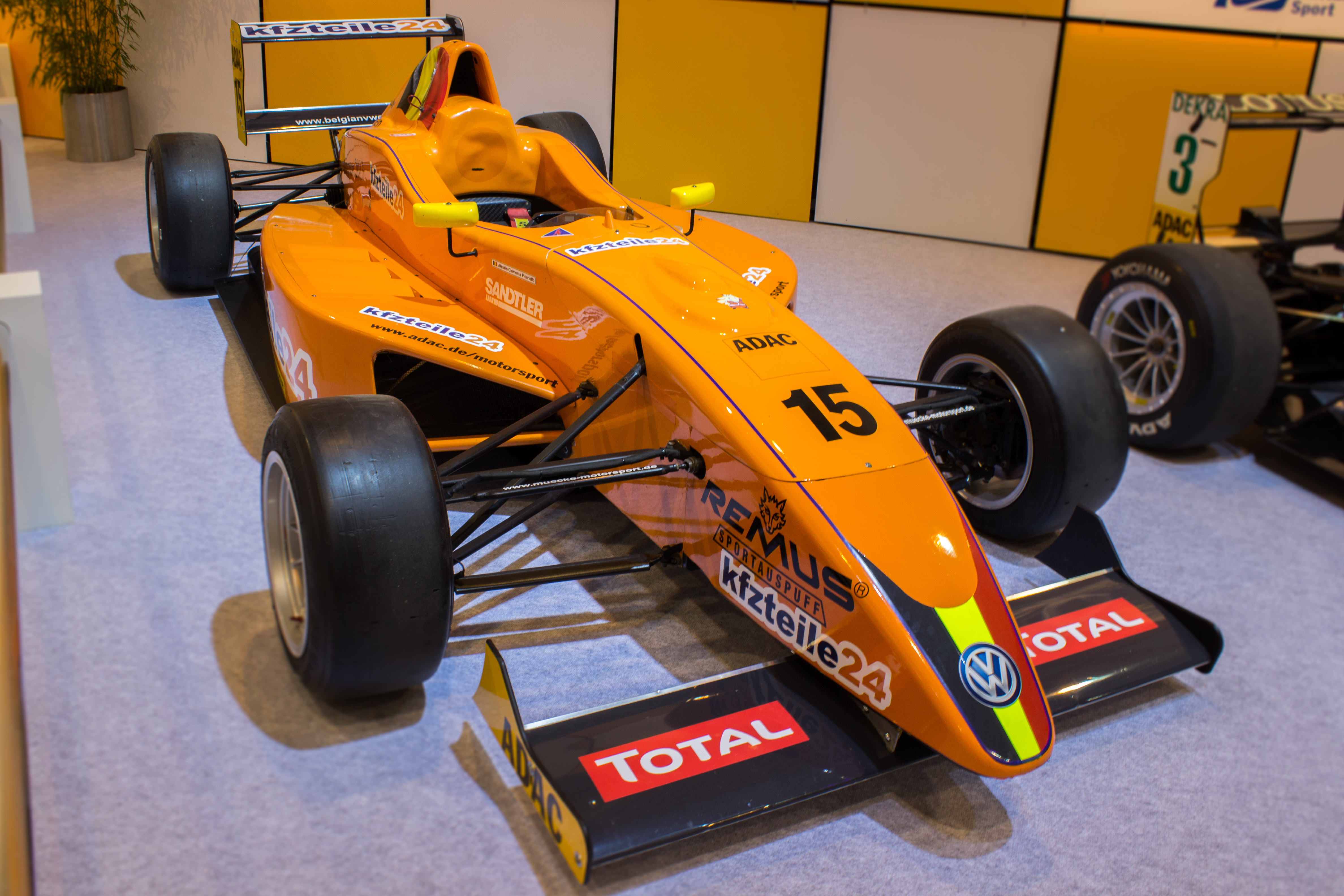
ADACフォーミュラ・マスターズ「Dallara Formulino Plus」

## フォーミュラ1カー車体製造
F1においてもダラーラはマシンの製造に携わってきたが、1992年を最後にF1でのレースから退いていた。ただし、その後もホンダ、ミッドランドとの関係もあったために幾度となくダラーラがF1へ復帰するという話題が上った。2010年よりヒスパニア・レーシング・F1チームとの技術提携によりF1マシンの製造を行った。これによりダラーラのマシンが18年振りにF1レースの桧舞台に返り咲いたことになる。

### スクーデリア・イタリア

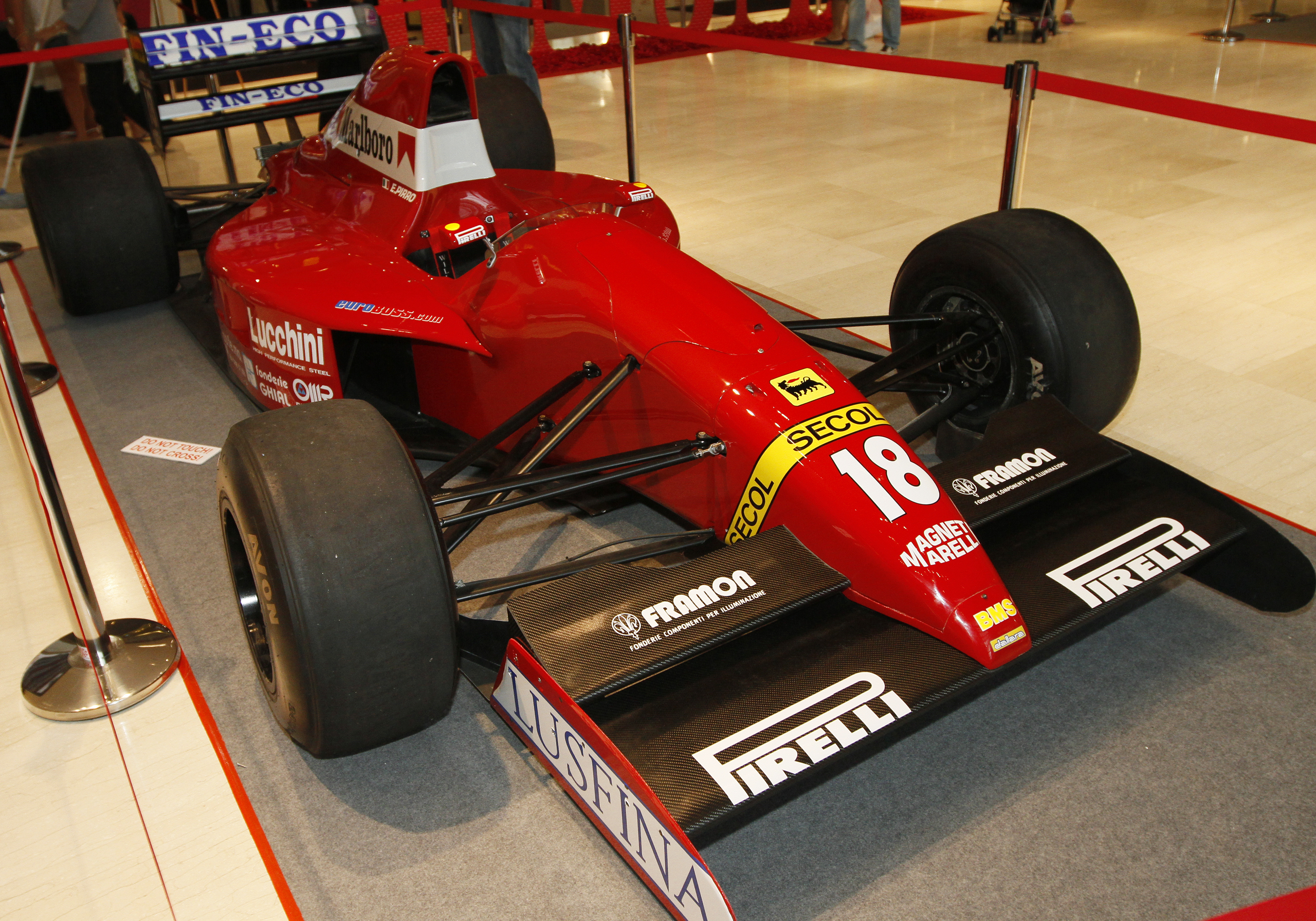
ダラーラ・BMS191

1988年にスクーデリア・イタリアと提携する形で参入（- 1992年）。初戦となるブラジルGPではF1マシンの製作・供給が間に合わなかったので、前年に作られて使用されていたF3000用のマシンをF1用に改造を施した「F3087」で参戦した。しかも仮にトラブルなしで決勝を走ったとしても、F1の走行距離を走りきれるだけのガソリンタンク容量を持っていなかったため（当時のレギュレーションでは燃料の途中給油は不可であった）、完走は出来ないマシンであった。1989年のカナダGPのアンドレア・デ・チェザリスと1991年のサンマリノGPでJ.J.レートがそれぞれ3位表彰台に上がった。1992年はフェラーリエンジンを搭載したマシン「ダラーラ・BMS192」を製作した。しかしエンジンの戦闘力不足に加えてシャーシの性能不足により良い成績を残すことが出来ず、チームは翌年のマシン製作契約を結ばなかった。

### ホンダF1

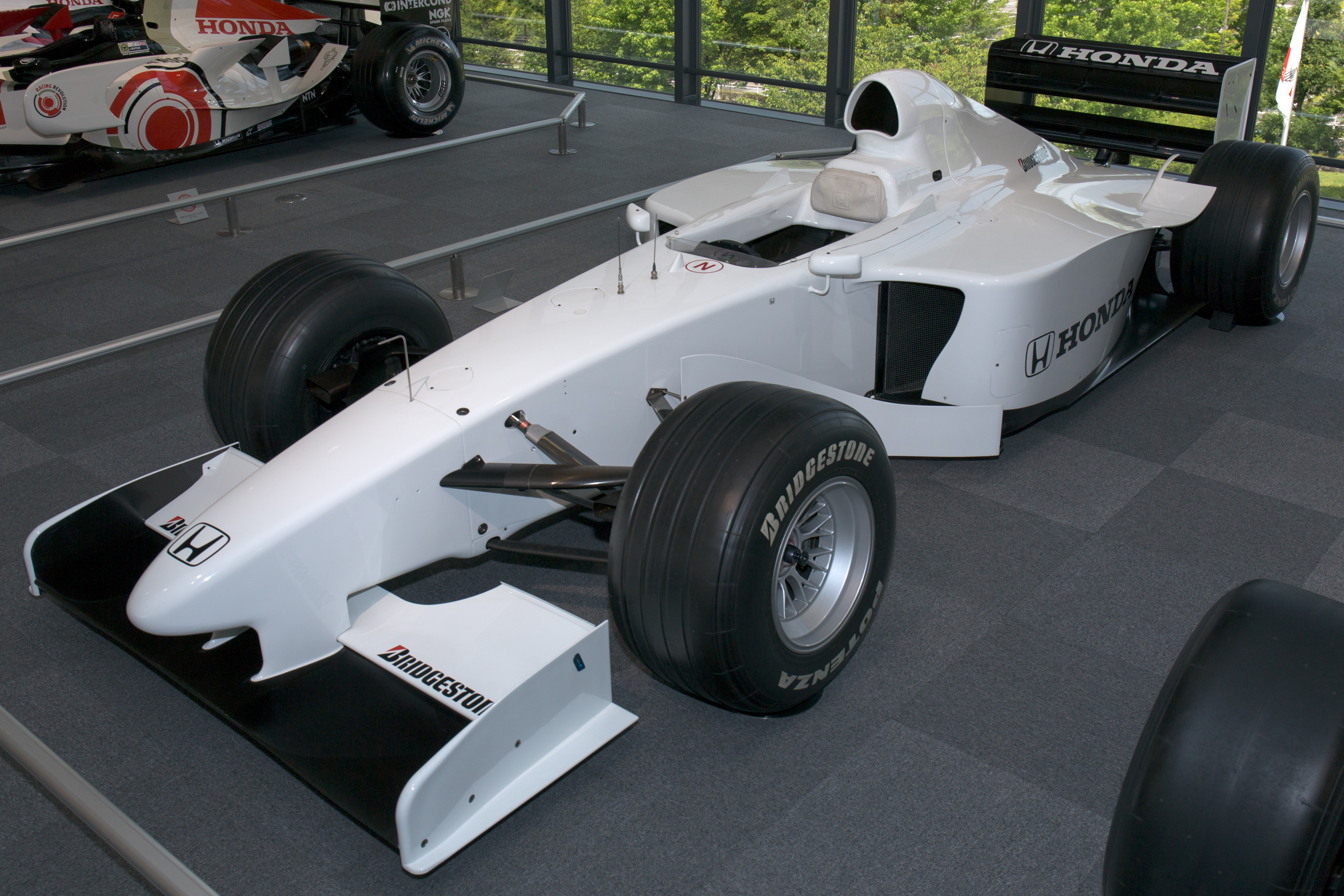
ホンダ・RA099

その後は1998年まではF1の製作を行っていなかったが、1999年にホンダの第3期F1参戦に向けたテストシャーシ「RA099」の製造を担当した。設計はホンダが行い、ダラーラはあくまで製作のみを担当であったが、この経験がその後のダラーラの大躍進に繋がることになる。

### MF1レーシング
2004年から2005年にかけてMF1レーシング（ミッドランド）と車体の共同開発を進めるものの、2005年半ばには計画が頓挫した。

### ヒスパニア・レーシング

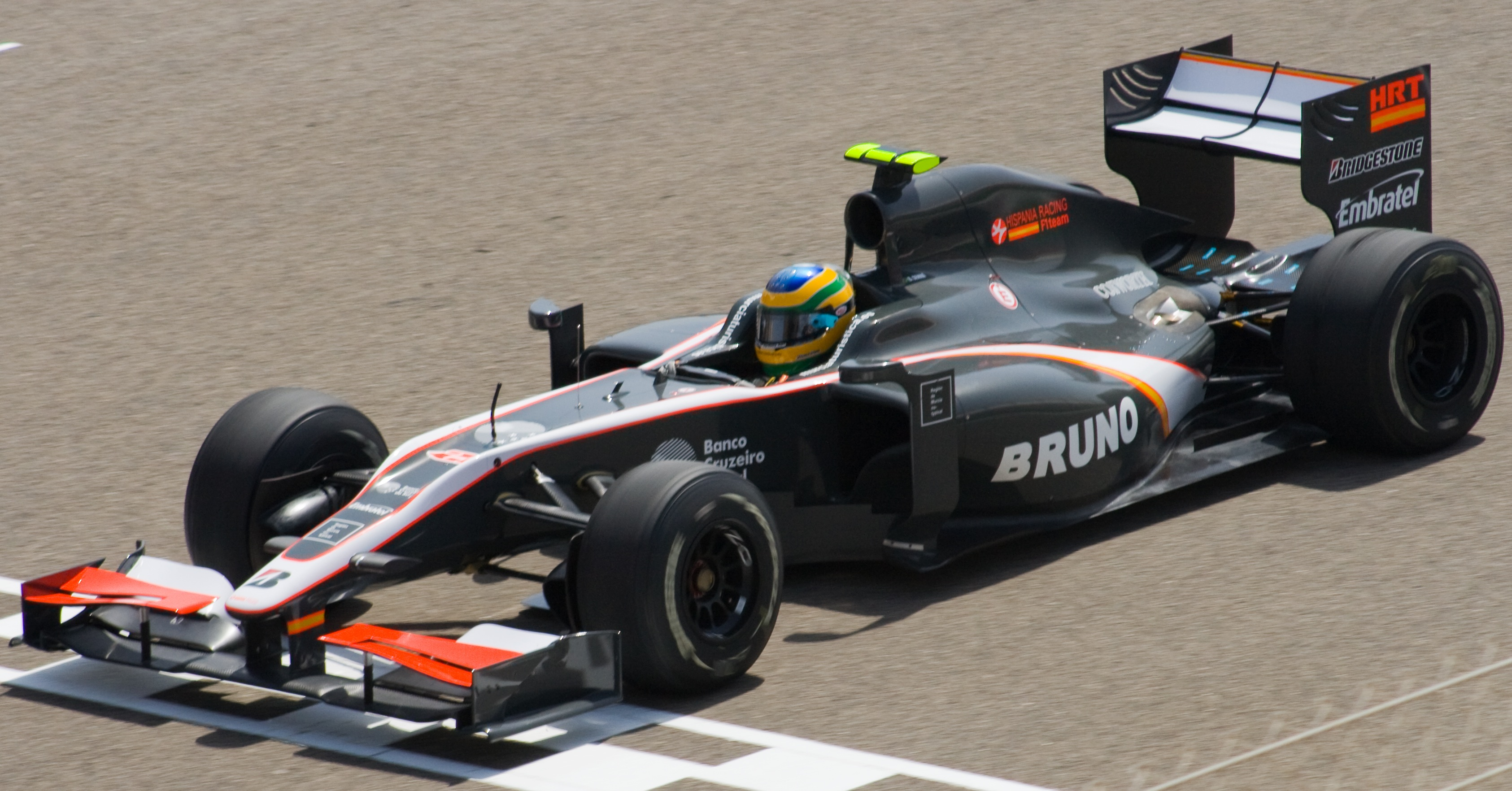
ヒスパニア・F110

2009年より、2010年のF1選手権に新規参戦を目指していたカンポス・グランプリと技術提携で合意をした。マシンの製造を行っていたが当時のチームオーナーであったエイドリアン・カンポスが予定していたよりも資金調達が難航して資金不足に陥ったためにダラーラ側へ約束していた支払いを滞納させてしまった。そのために一時的に製造を止めていたがホセ・ラモン・カラバンテがチームを買収して「ヒスパニア・レーシング・F1チーム」として再建を果たし、滞納していた支払いもダラーラ側へ支払われ、マシン製造は再開された。それにより開幕戦バーレーンGPまでに製造は急ピッチで行われ、開幕直前の3月4日の発表会にF1マシン「F110」がお披露目された。開幕戦こそ両ドライバーリタイアに終わったものの、第2戦オーストラリアGPではカルン・チャンドックが14位で完走を果たした。その後も完走を続けたものの、ヒスパニア・レーシング側が求めるような満足した結果がなかったなどの諸々の問題もあって5月26日に契約解消されたことが正式にリリースされた。ただし、2010年シーズンについては現行通りF110でレース参戦した。

### ハースF1チーム

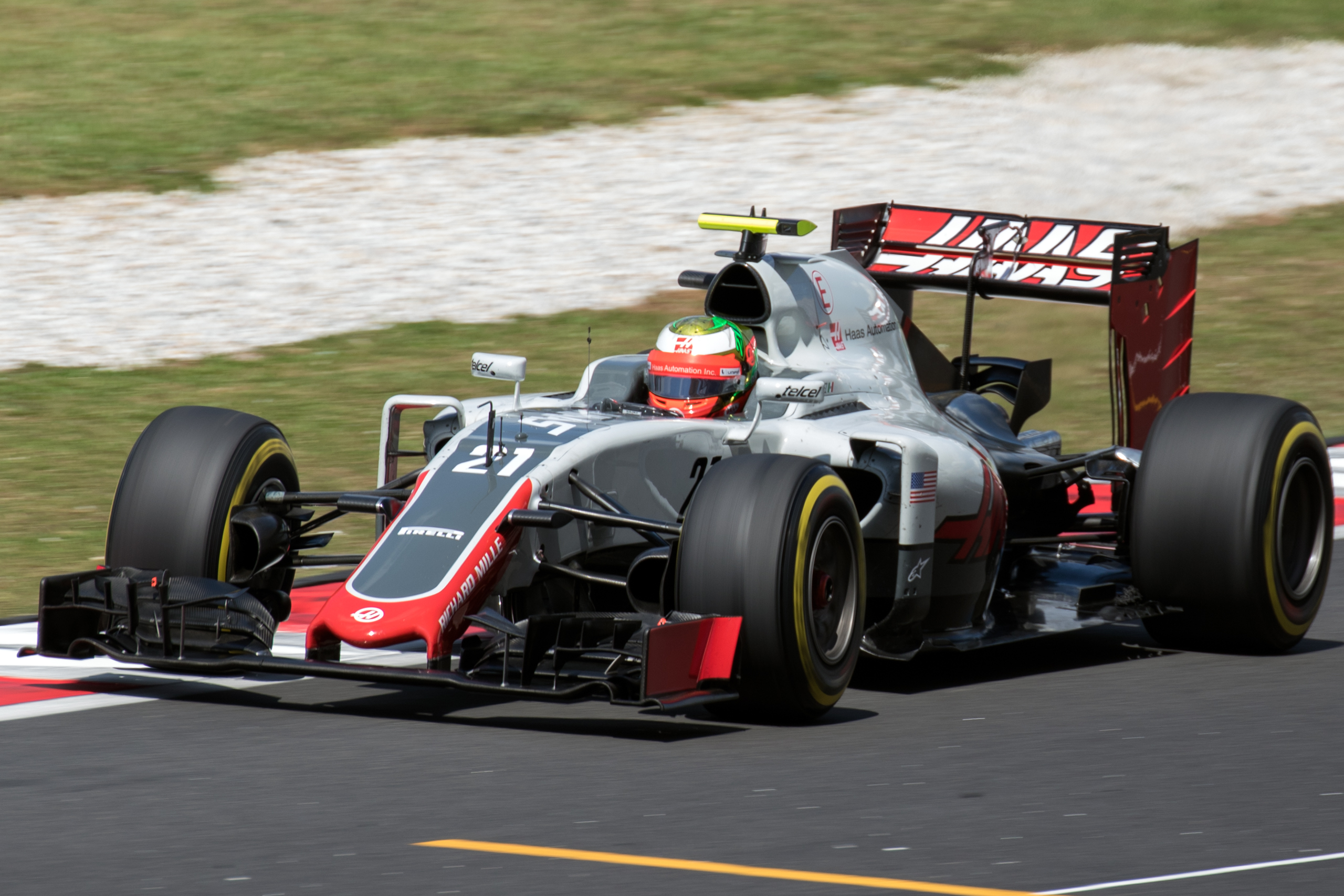
ハース・VF-16

2016年からF1に参戦するハースF1チームのシャシー制作をダラーラが請け負う。2015年から制作開始。ハース側はフェラーリと技術提携や風洞施設の利用提携を結び、それを活かした上で制作された。

## 耐久レーシングカー車体供給
耐久レース用スポーツカーの供給としてのダラーラも広く活躍している。1980年代初め頃からダラーラは、ランチア・LC1（グループ6・プロトタイプ）、LC2（グループCカー）等の製作を担当した。その後、1993年からWSCクラスというIMSA GT選手権の新カテゴリの為にフェラーリ・333SPのシャシー製作を担当した。この333SPの製造は、同社のフェラーリ・F40などと同じイタリアの工場で行われ、1994年に登場し北米とヨーロッパの両方のレースで多くの勝利を獲得した。その後、フェラーリはダラーラに対してフェラーリ・F50のレースバージョンの開発を依頼するが、このプロジェクトは1998年に中止された。
これを契機にしてダラーラはレースに参加する他の自動車メーカーとの契約を確保した。主なシャシーとしてはトヨタ・GT-One TS020、アウディ・R8、アウディ・R10、アウディ・R15、ポルシェ・919ハイブリッドに関与し、そしてルマン・プロトタイプのオレカクライスラーの「SP1」を開発した。これら多くの車はプロトタイプスポーツカーレースにおいて競争力をもち、特にアウディ・R8においては、ル・マン24時間レースにおいて支配的なシャーシとなり、アメリカン・ル・マン・シリーズ等でも大いに活躍した。2008年からはグランダム・シリーズの、デイトナ・プロトタイプ「DP01」を開発した。
上記の通り、アメリカ国内においても非常に支持が高いシャシーコンストラクター (車体製造者) であり、特に耐久レースにおいては最も成功しているシャシーコンストラクターの1つといっても過言ではない。
2017年にはLMP2シャーシ『P217』の供給を開始。IMSA スポーツカー選手権では新規定のDPiに合わせてキャデラックとジョイントし、P217をベースとした『キャデラック・DPi-V.R』を開発。規定初年度にデイトナ24時間・セブリング12時間・選手権を制覇し、2018年もデイトナと選手権を連覇する圧倒的な活躍を見せている。
2023年からは、IMSA スポーツカー選手権に新設されるGTP（LMDh）クラスにシャシーを供給しており、同年現在BMW（M Hybrid V8）とキャデラック（Vシリーズ.R）の2社がダラーラ製シャシーを採用している。なお両社とのマシン開発は、同一のモノコックを使用するという点を除いて完全に別個のプロジェクトとして進められており、プロジェクト相互間での情報共有も一切行っていない。
また、フェラーリ・499Pのシャシー製造も委託されている。

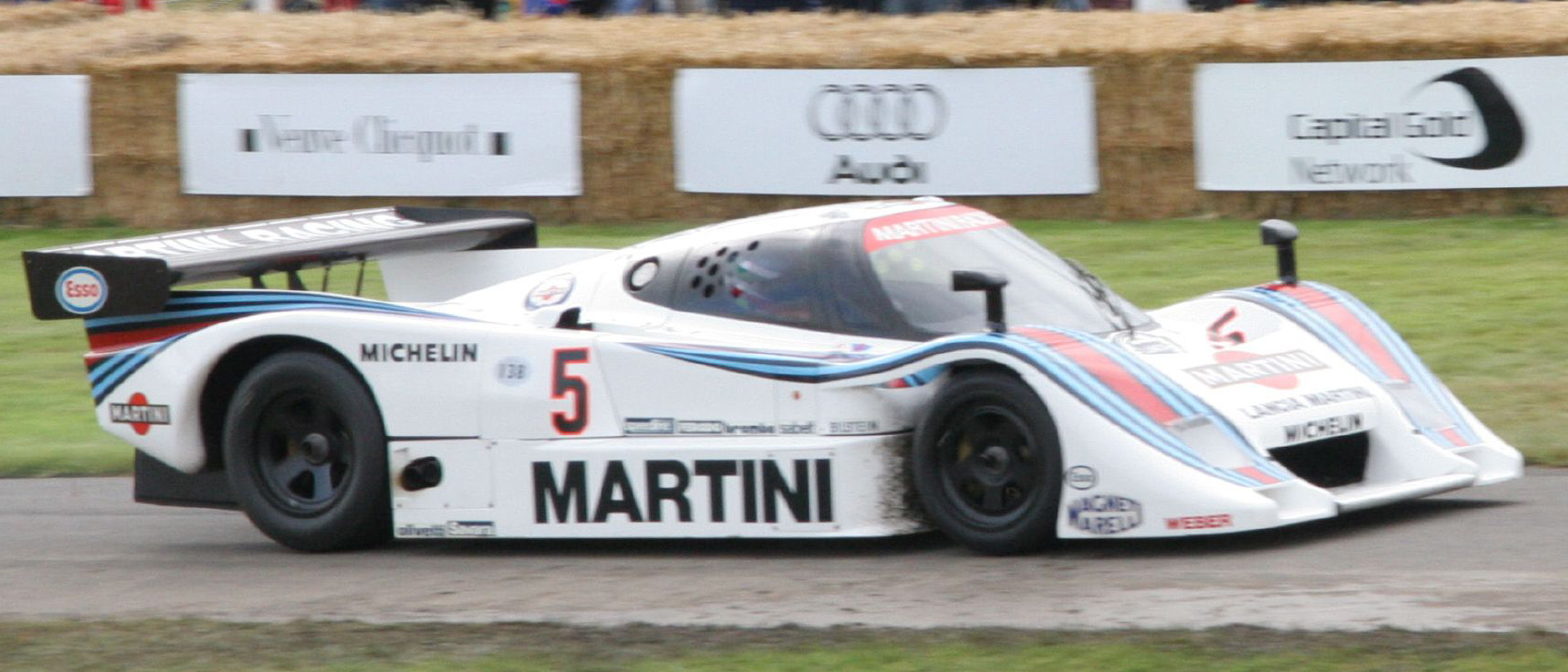
グループC 「ランチア・LC2」
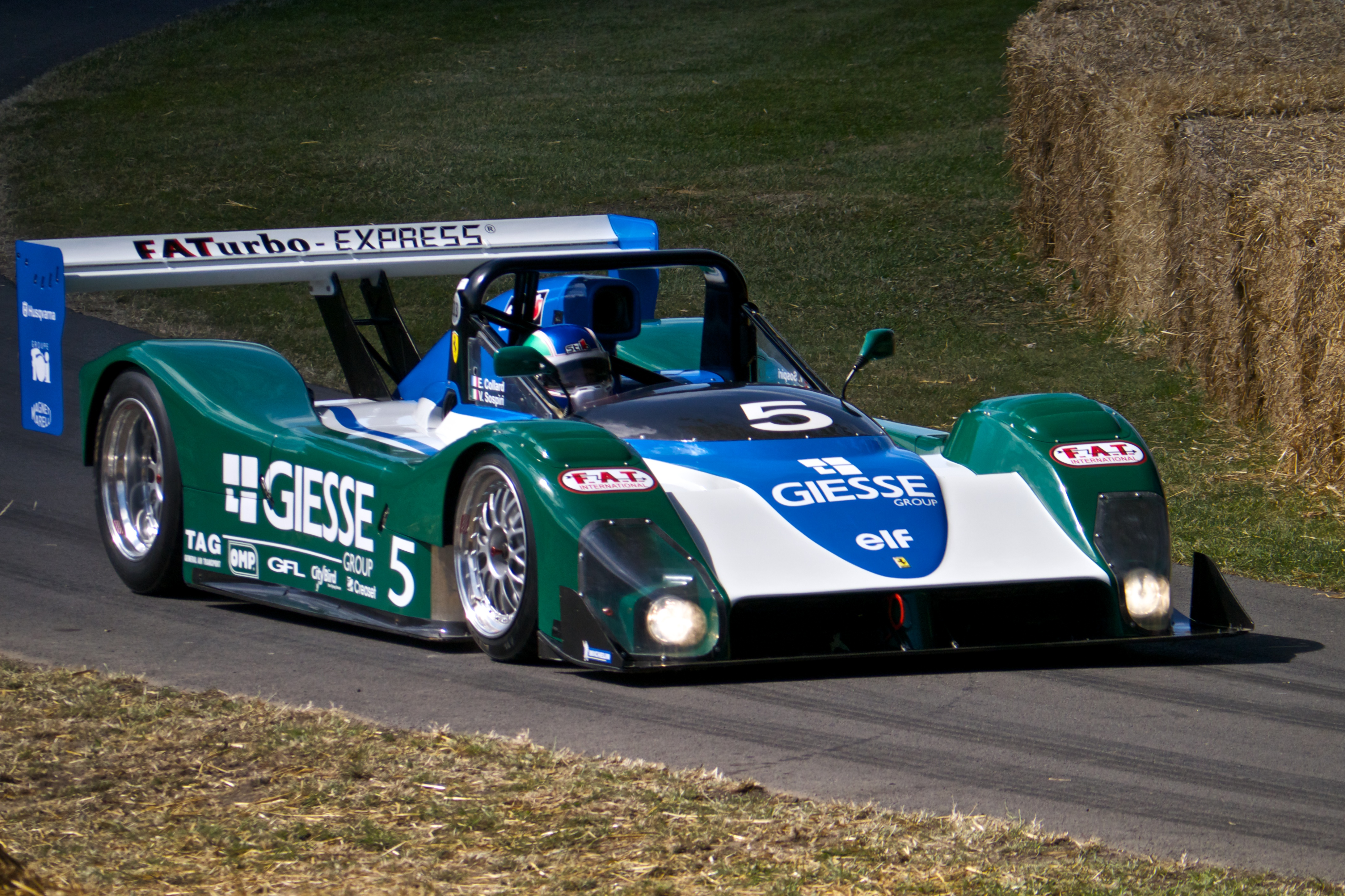
IMSA WSC「フェラーリ・333SP」
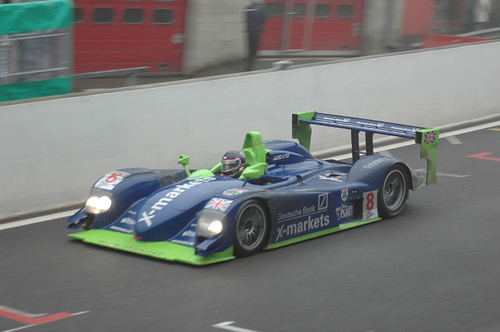
ル・マン・シリーズ LMP1「Dallara SP1」
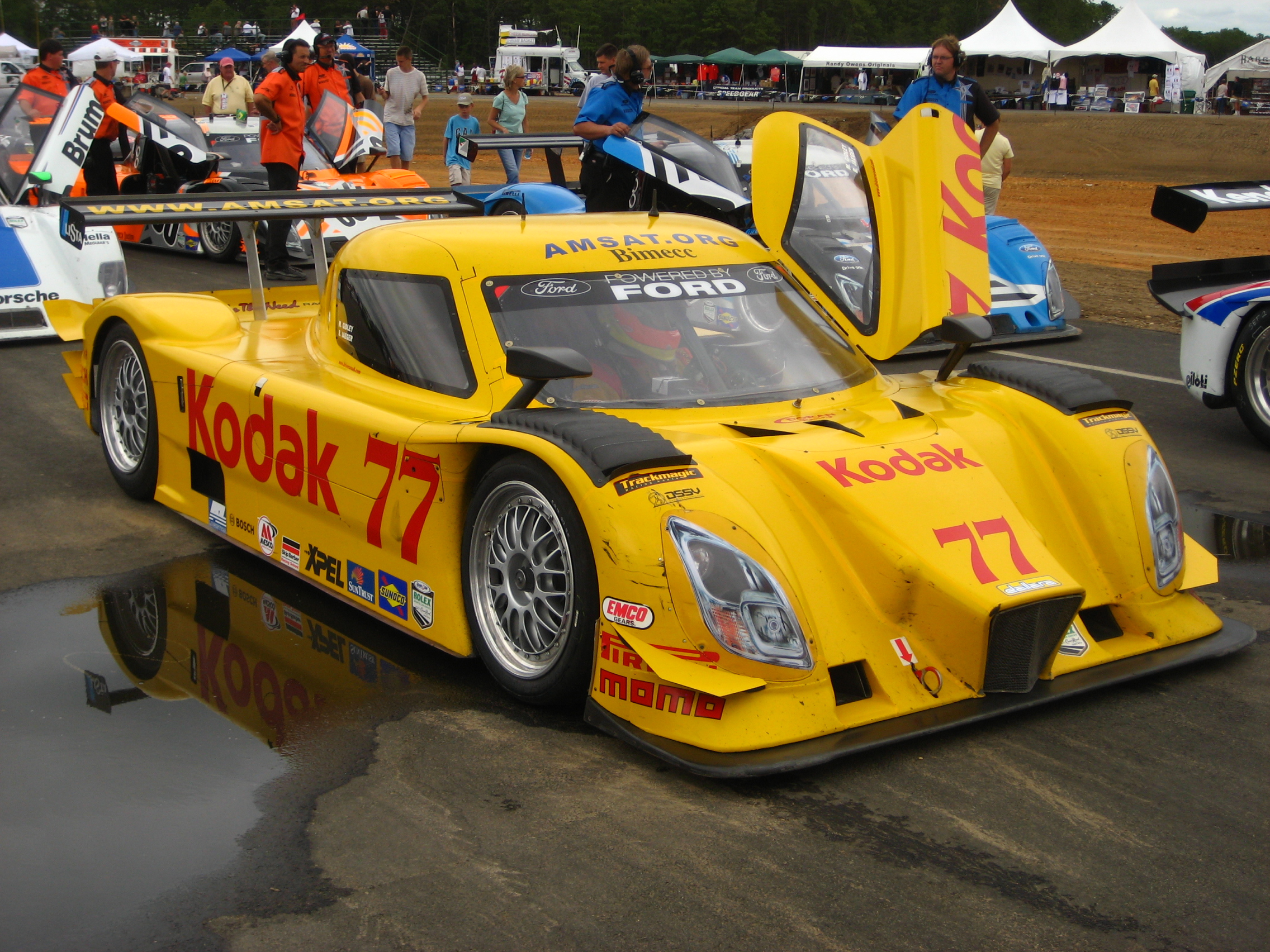
グランダム・シリーズ DP「Dallara DP01」
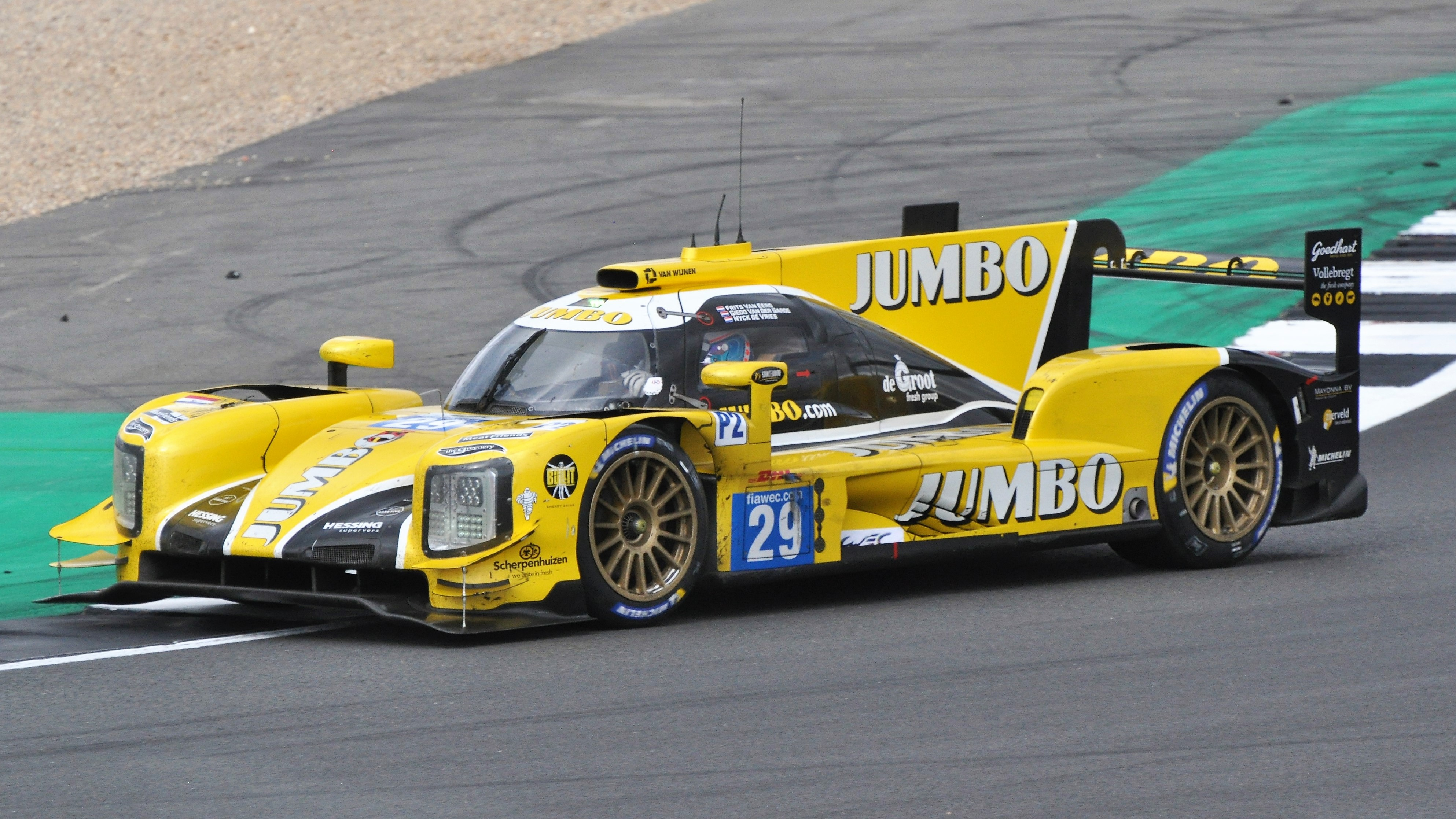
FIA 世界耐久選手権 LMP2「Dallara P217」
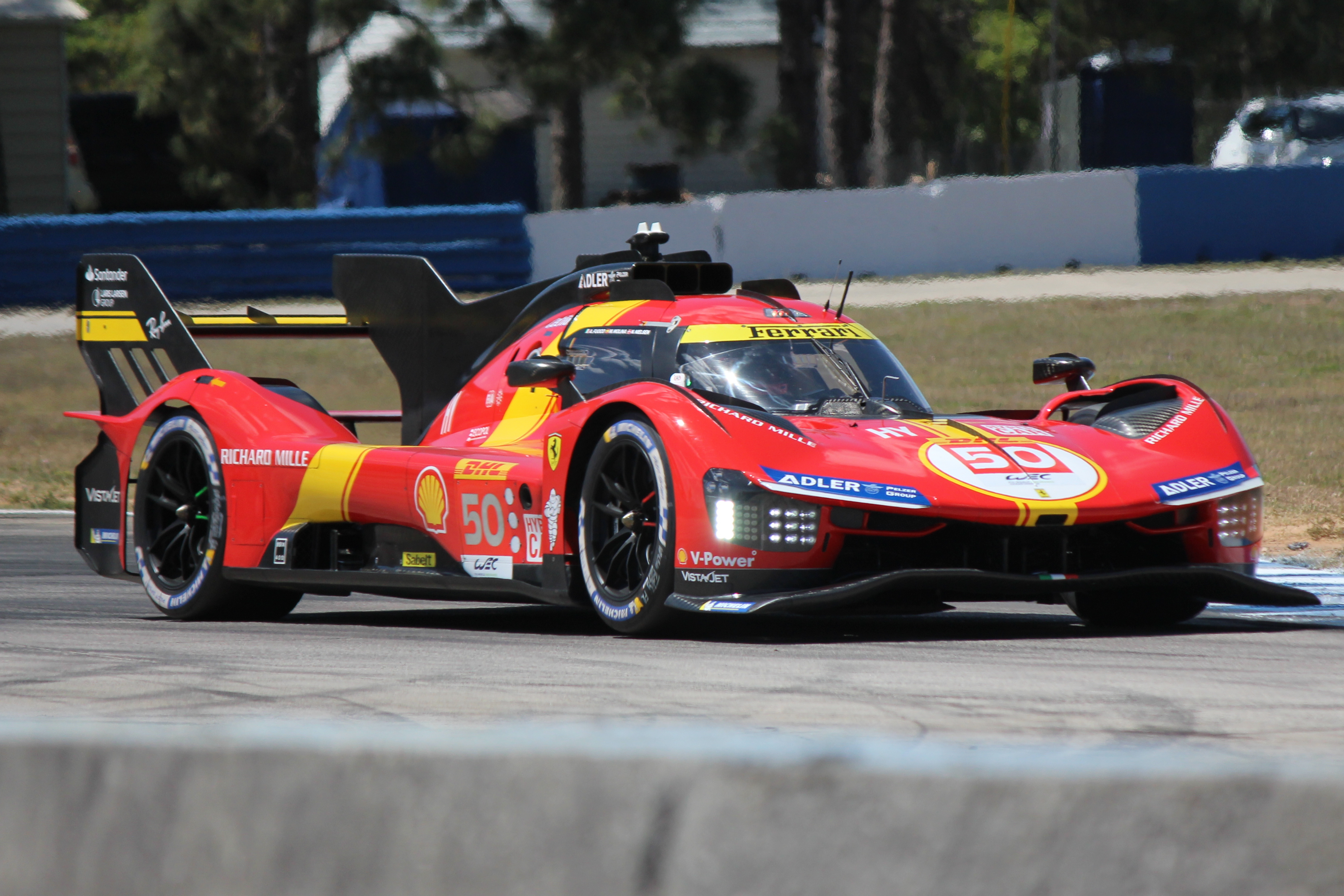
FIA 世界耐久選手権 LMH「フェラーリ・499P」
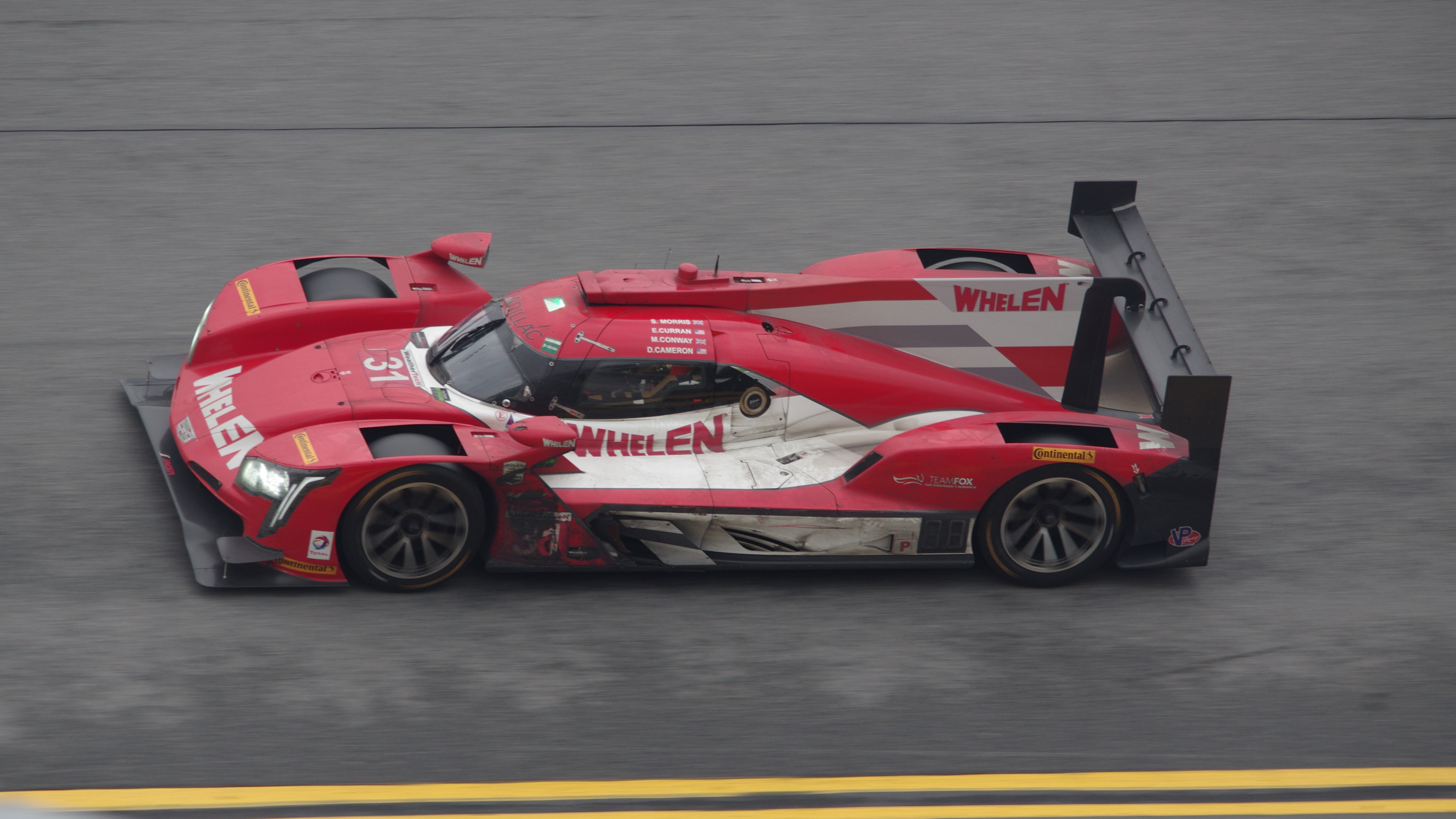
IMSA スポーツカー選手権 DPi「キャデラック・DPi-V.R」
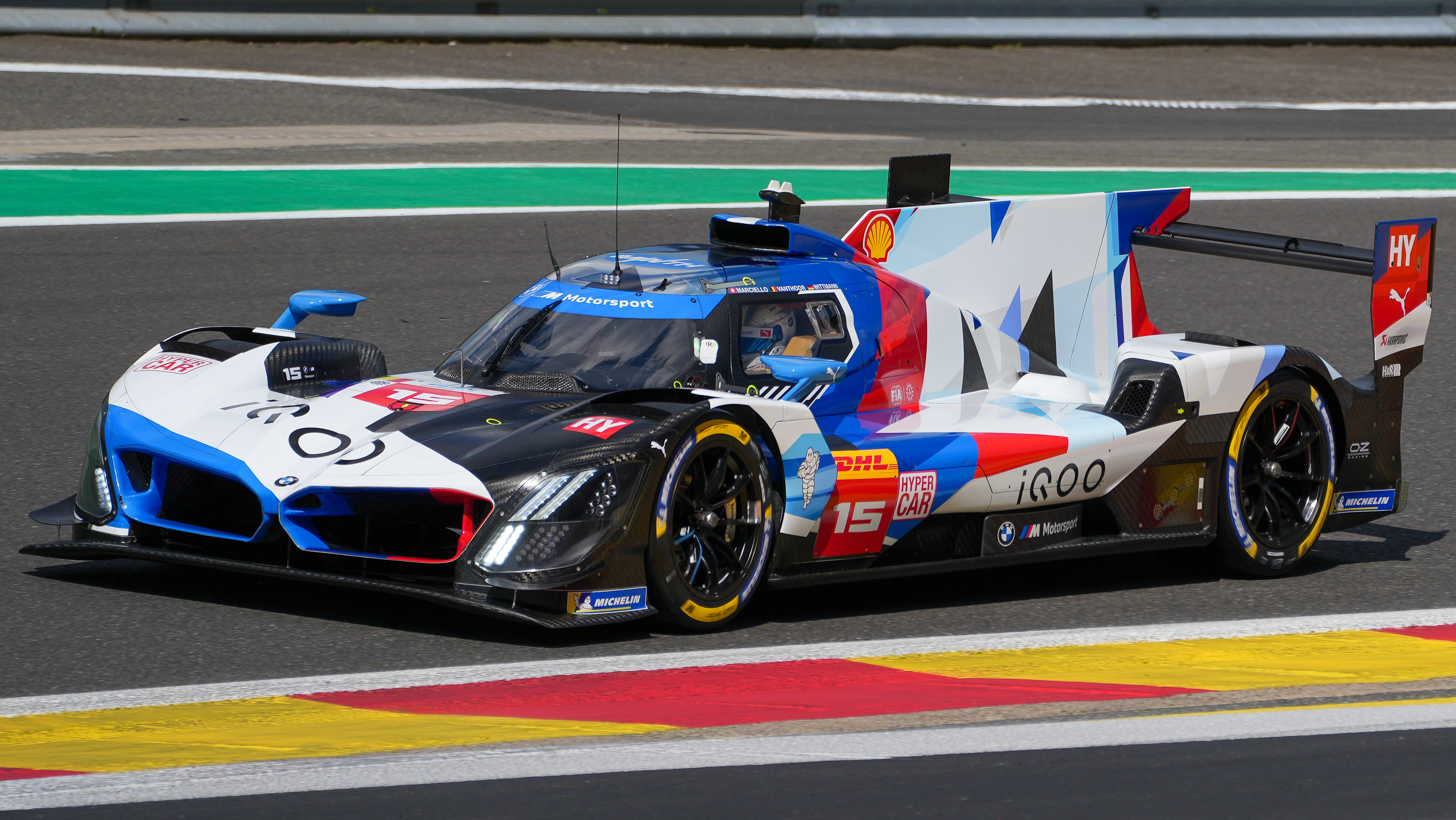
IMSA スポーツカー選手権 LMDh「BMW・M Hybrid V8」

## その他
ラリーカー
WRC（世界ラリー選手権）の黎明期を象徴するグループ4マシンのランチア・ストラトスと、史上最後に二輪駆動車としてタイトルを獲得したグループBマシンのランチア・ラリー037のシャシーは、公道・競技両仕様ともにダラーラが設計に深く関わったものである。
F3000
1987年に「ダラーラ・3087」を国際F3000選手権向けに供給。この年が参戦初年度だったフォルティ・コルセと、ユーロベンチュリーニの2チームが使用したが、後者所属のマルコ・アピチェラが一度だけ5位入賞を果たしたに留まり、満足な結果は残せなかった。このマシンが前述のF1初戦に投入されることになる。
GT3
ランボルギーニ・ウラカンのグループGT3仕様車は、ダラーラとの共同開発である。
スポーツカー
2017年には、同社初となるロードゴーイングカーとして「ダラーラ・ストラダーレ」を発表した。2016年に創業者のジャンパオロ・ダラーラが80歳を迎えることを記念して開発がスタートし、本人の集大成としてプロデュース、5年間で600台が限定生産される。開発ドライバーには上記のF3000でも関わりのあったマルコ・アピチェラや、イタリアの著名な開発ドライバー ロリス・ビコッキらを起用した。
市販車開発・製造協力
上記の他に自動車メーカーからの依頼で車体の開発・制作を行った例としては、マセラティ・MC12も挙げられる。このMC12もGTレース用のシャシーとして開発された。またKTMの2人乗りスポーツカーであるクロスボウ (X-Bow)の開発協力、フェラーリ・F50とフェラーリ・エンツォ、アルファロメオ・4C、ブガッティ・ヴェイロン、ブガッティ・シロンのカーボンモノコックの製造などにも携わっている。

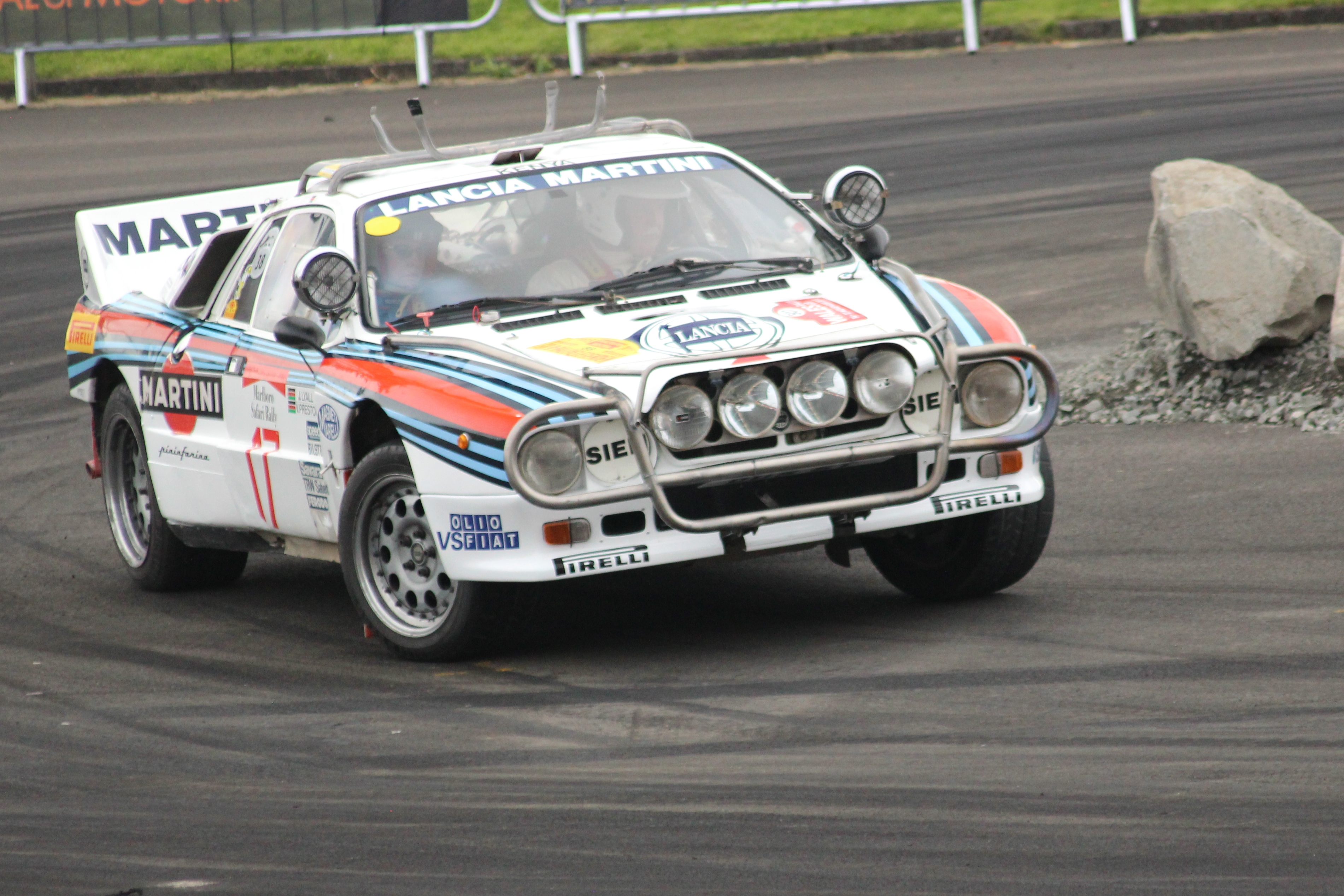
ランチア・ラリー037
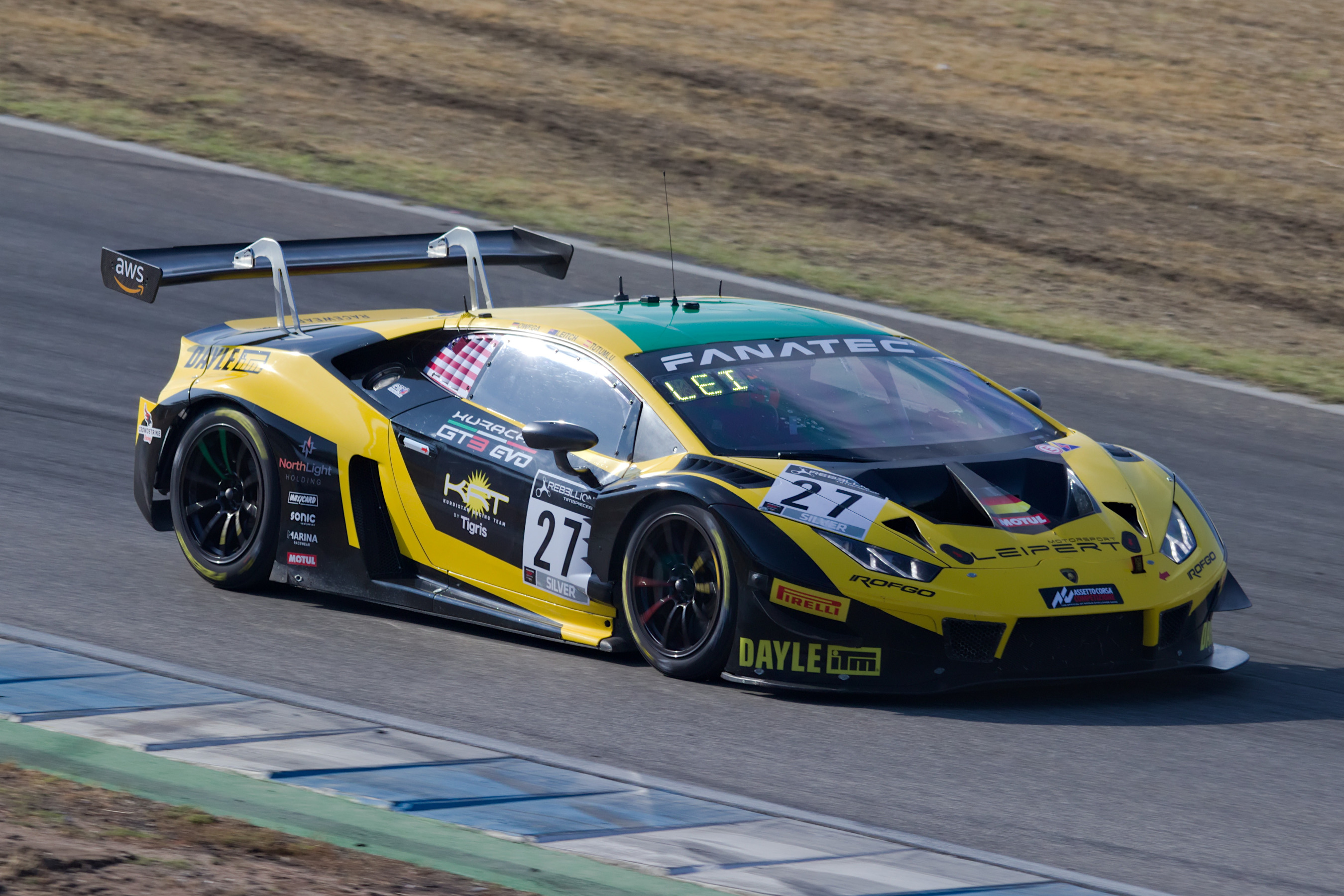
ランボルギーニ・ウラカンGT3
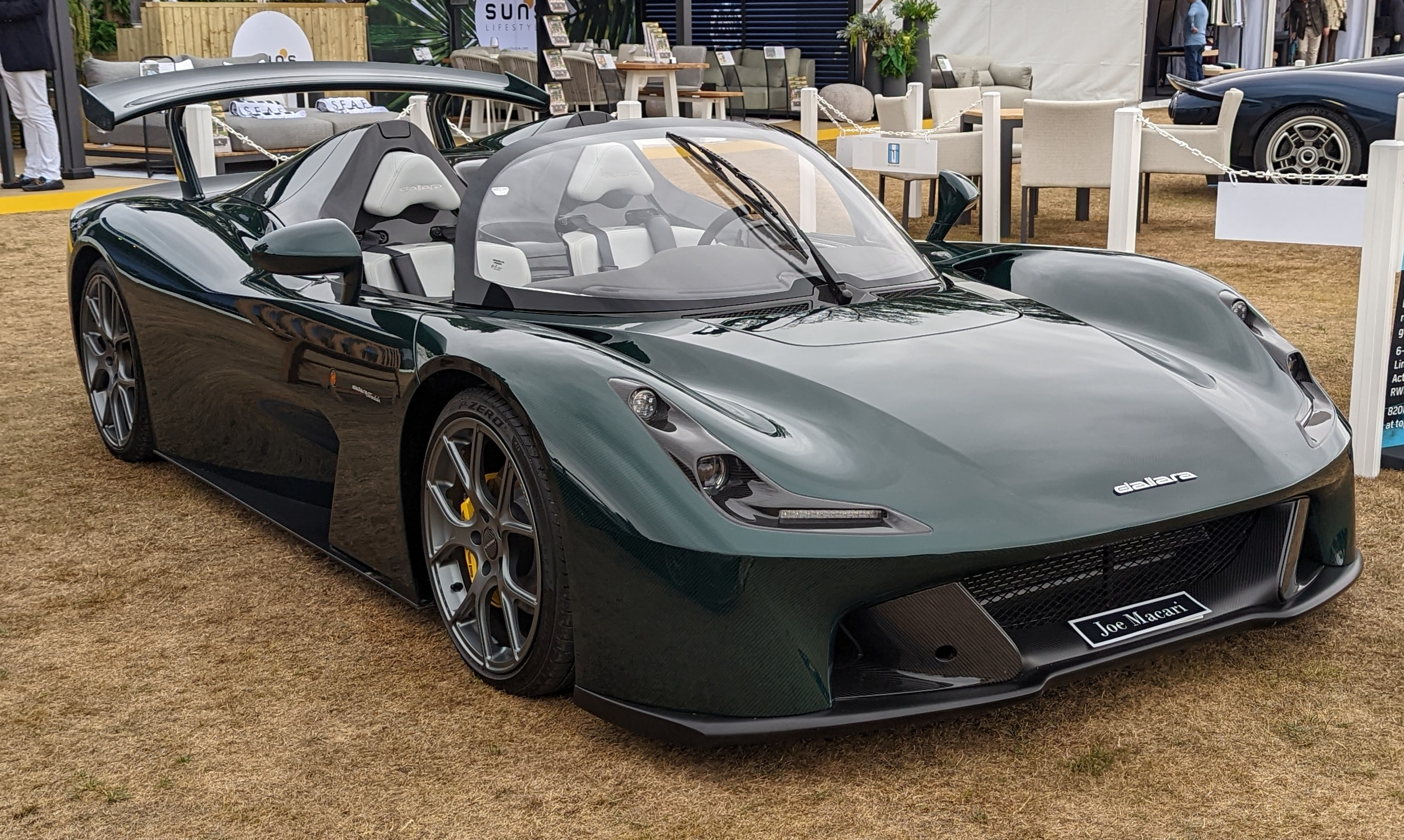
自社製市販車「ダラーラ・ストラダーレ」
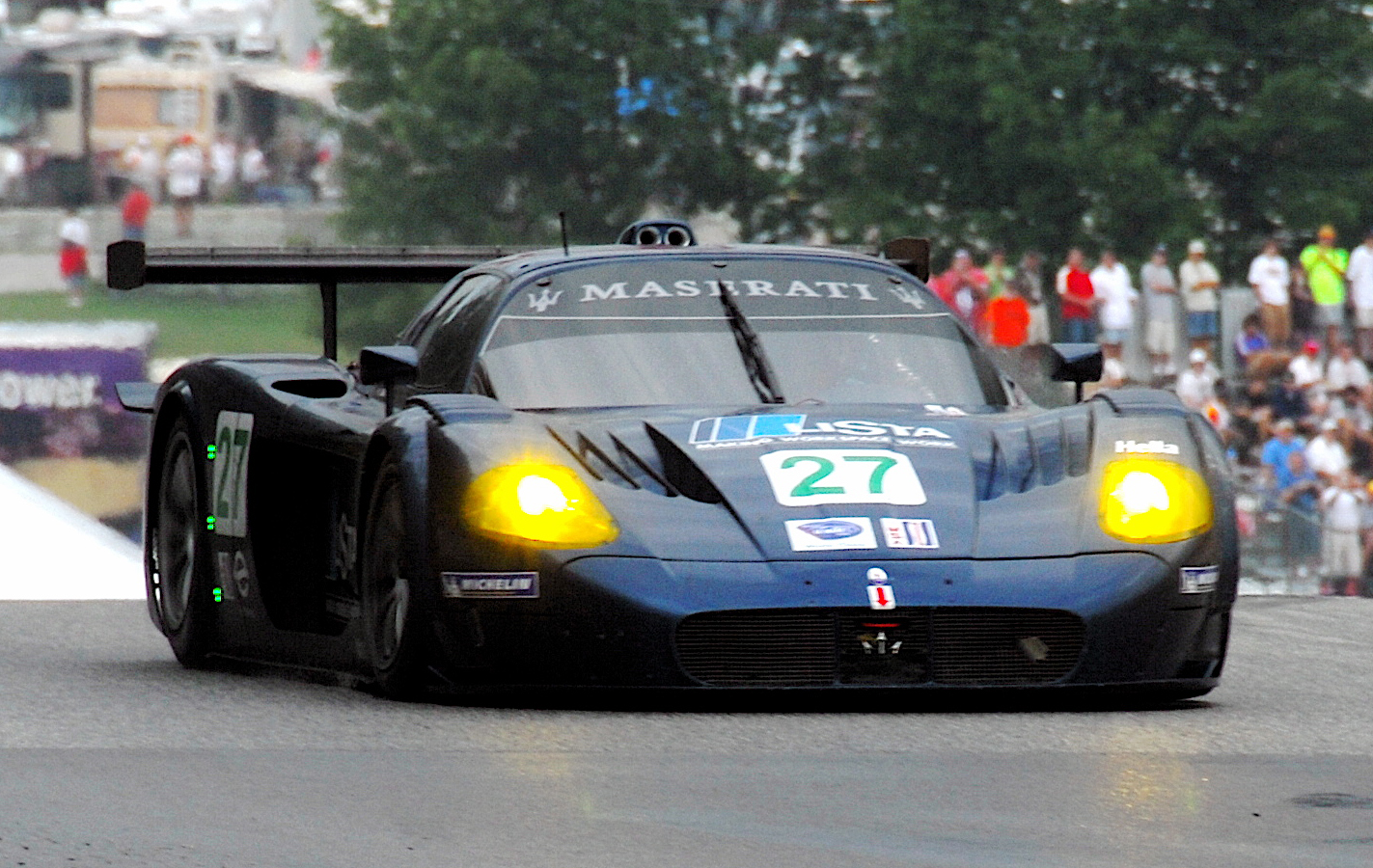
GT選手権仕様車「マセラティMC12 GT1」
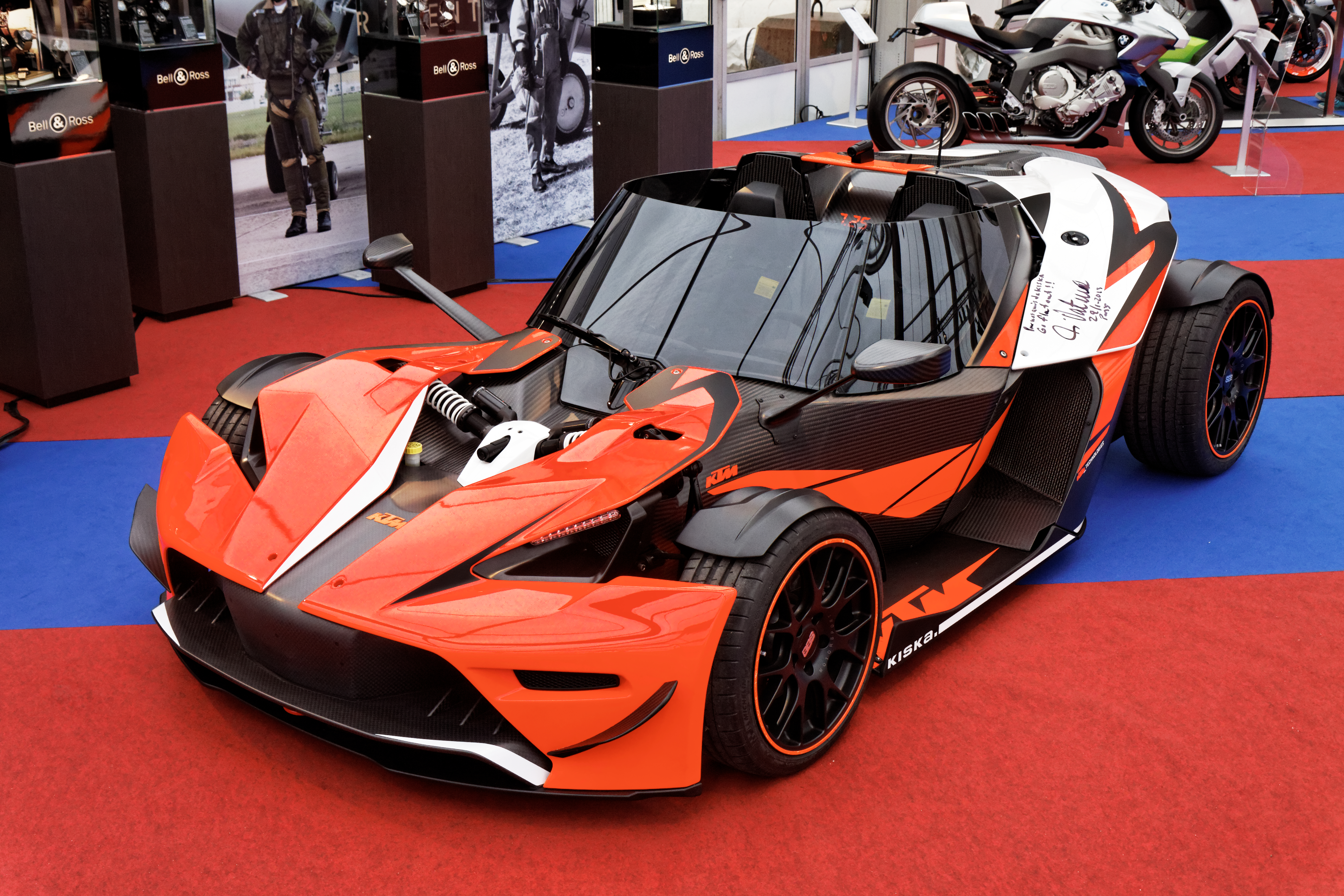
KTM・クロスボウ